# Pițigoi albastru
Pițigoiul albastru (Cyanistes caeruleus, sin. Parus caeruleus) este o pasăre mică sedentară din familia paridelor, care cuibărește în Europa, inclusiv în România și Republica Moldova,  și Orientul Apropiat. Este o specie foarte răspândită în păduri de foioase până la altitudini ce depășesc 1000 m, nu evită nici pădurile mixte, grădinile, livezile și parcurile din interiorul localităților. Este sedentară dar hoinărește toamna și iarna. Nouă subspecii sunt recunoscute. În România și Republica Moldova cuibărește subspecia Cyanistes caeruleus caeruleus. În România populația este stabilă, iar efectivul speciei a fost estimat la 750.000-1.500.000 de perechi cuibăritoare. Populația din Republica Moldova este estimată la 35.000-40.000 de perechi cuibăritoare. Este o pasăre de talie mică, are o lungime de 11-12 cm, și o greutate de 7,5-14,7 g. Atinge în libertate longevitatea maximă de 14 ani și 6 luni. Ambele sexe prezintă colorit identic. Penajul de pe creștetului capului, aripi și coadă este albastru, iar restul spatelui verzui-măsliniu. Supraalare mari tivite pe vârfuri cu alb, formează o dungă alară albă transversală îngustă. Fruntea, sprânceana, partea superioară a cefei, obrajii și regiunea auriculară sunt albe. Centrul cefei și mantaua superioară albastru-închise. Bărbia și partea inferioară a gâtului sunt negre. O dungă negru-albăstruie se întinde de la baza mandibulei peste ochi până la ceafă, separând sprânceana albă de obraz,  această dungă coboară apoi în spatele regiunii auriculare până la partea inferioară neagră a gâtului (formând un guler) și limitează din spate obrajii albi. Partea dedesubt galbenă; mijlocul abdomenului poate fi albicios,  în centrul pieptului poate fi o linie negricioasă. Este o specie insectivoră în perioada caldă a anului, consumând diverse insecte și păianjeni, pe care îi colectează în coroana arborilor, atârnând cu capul în jos pe ramuri subțiri; toamna și iarna se hrănește cu semințe, fructe și pomușoare, fiind și un vizitator comun la hrănitoarele de păsări. Pițigoiul albastru este o specie monogamă. Masculii pot fi poligami, având mai multe partenere în același teritoriu. Cuibul și-l instalează în diferite scorburi existente în copacii bătrâni, preferând mai ales arbori ce se află în apropierea unor cursuri de apă sau lacuri. Cuibul este construit din mușchi, frunze uscate, păr de animale, lână, pene, și este căptușit cu material mai fin. Poate ocupă cuiburi artificiale. Ponta este depusă în aprilie-mai și este formată din 7-8 ouă, a căror clocit durează 14 zile. Adesea se întâlnesc ponte mai mari, de 15-18 ouă, care provin de la două sau chiar mai multe femele. O pereche depune adesea două ponte într-un an. Puii părăsesc cuibul după 18-22 de zile de la eclozare, după părăsirea cuibului mai stau încă o perioadă în preajma adulților.

## Denumiri
Denumirea latină Parus caeruleus a acestei specii, provine din cuvintele latine parus = pițigoi + caeruleus = albastru-închis, azuriu, iar cea de Cyanistes de la cuvântul grec kuanos = albastru-închis.
În limba română această specie se numește pițigoi albastru, pițigoi vânăt.

## Taxonomie
Denumirea latină a acestei specii Parus caeruleus a fost dată de Linnaeus în 1758 (terra typica Suedia).
Pițigoiul albastru era considerat mai înainte conspecific cu pițigoiul albastru african (Cyanistes teneriffae); în prezent subspeciile din Insulele Canare și nordul Africii, palmensis, ombriosus, teneriffae, hedwigii, degener, ultramarinus și cyrenaicae sunt incluse în specia Cyanistes teneriffae. Subspecia propusă harterti din Portugalia și Spania este inclusă în subspecia ogliastrae.
Pițigoiul albastru hibridizează cu pițigoiul azuriu (Cyanistes cyanus), în special după ce acesta din urmă s-a extins spre vest în mod invaziv (hibrizii au fost descriși ca un taxon separat, "pleskii"); hibridizează rareori și cu pițigoiul mare (Parus major). Subspecia nominată intergradează cu subspeciile obscurus, ogliastrae și satunini; iar satunini intergradează cu persicus, și nu se știe ce subspecie cuibărește în nord-vestul Siriei.

### Subspecii și distribuție
Nouă subspecii sunt recunoscute:

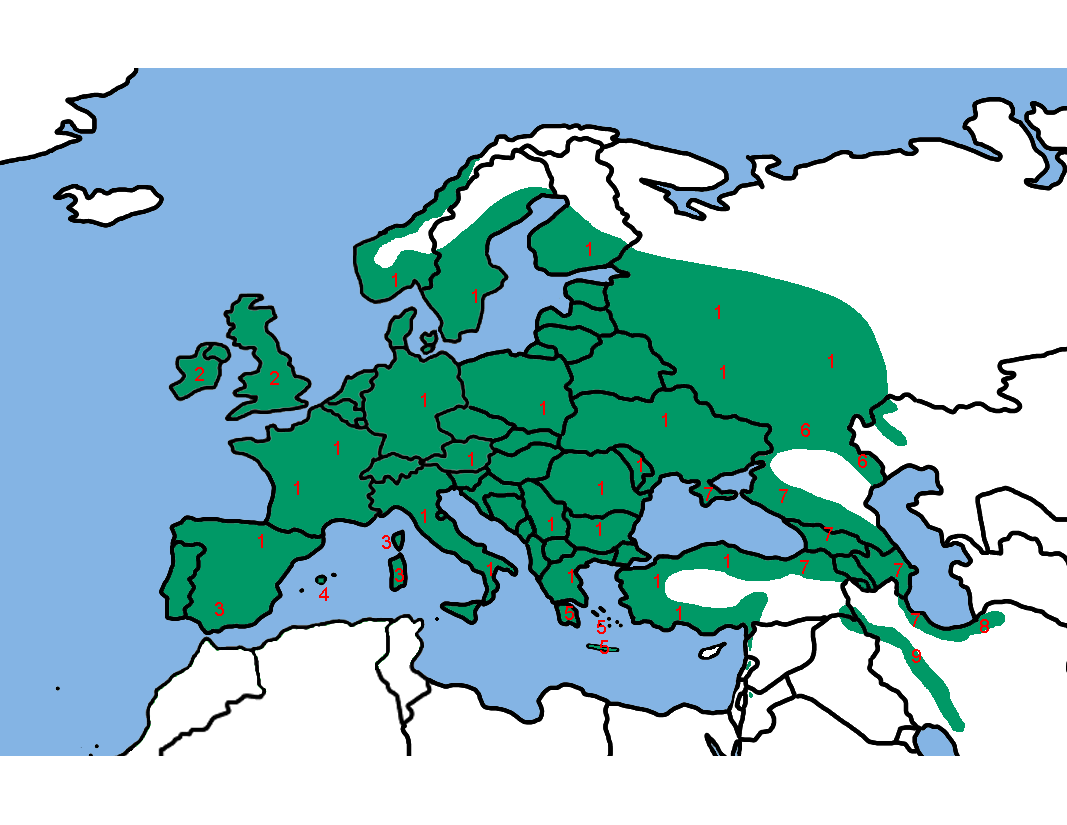
Distribuția subspeciilor
1. Cyanistes caeruleus caeruleus
2. Cyanistes caeruleus obscurus
3. Cyanistes caeruleus ogliastrae
4. Cyanistes caeruleus balearicus
5. Cyanistes caeruleus calamensis
6. Cyanistes caeruleus orientalis
7. Cyanistes caeruleus satunini
8. Cyanistes caeruleus raddei
9. Cyanistes caeruleus persicus

- Cyanistes caeruleus caeruleus (Linnaeus, 1758) - subspecia nominată - în nordul, centrul și estul Europei (la sud până în nordul Spaniei, Italia, nordul și centrul Greciei), vestul și nordul Asiei Mici. Subspecia nominată cuibărește în România și Republica Moldova
- Cyanistes caeruleus obscurus (Prazák, 1894) - în Insulele Britanice
- Cyanistes caeruleus ogliastrae (E. J. O. Hartert, 1905) - în sudul peninsulei Iberice, Corsica și Sardinia.
- Cyanistes caeruleus balearicus (Jordans, 1913) - în Mallorca.
- Cyanistes caeruleus calamensis (Parrot, 1908) - în sudul Greciei, insulele Ciclade, Creta și Rodos.
- Cyanistes caeruleus orientalis Zarudny & Loudon, 1905 - în sud-estul părții europene a Rusiei
- Cyanistes caeruleus satunini Zarudny, 1908 - în Crimeea, Caucaz, estul Turciei, nordul Iordaniei, nord-vestul Iranului, posibil și în sud-estul Turciei, nord-vestul Siriei și nordul Irakului.
- Cyanistes caeruleus raddei Zarudny, 1908 - în nordul Iranului și în extremitatea sud-vestică a Turkmenistanului.
- Cyanistes caeruleus persicus (Blanford, 1873) - în sud-vestul Iranului.

Dementiev (1954) menționează 15 subspecii:
- Parus caeruleus caeruleus Linnaeus, 1758 - în cea mai mare parte a continentului european, de la 64 ° și 60 ° latitudine nordică la nord până în țările mediteraneene și nordul Caucazului la sud;
- Parus caeruleus harterti Tratz, 1914 - în Portugalia și Spania; în prezent inclusă Parus caeruleus ogliastrae;
- Parus caeruleus calamensis Parrot, 1908 - în sudul Greciei și Creta;
- Parus caeruleus obscurus Prazák, 1894 - în Marea Britanie și Irlanda;
- Parus caeruleus ogliastrae Hartert, 1910 - în Sardinia și Corsica;
- Parus caeruleus satunini Sarudny, 1908 - în Crimeea, Caucaz, nordul Iranului și Kopetdag;
- Parus caeruleus persicus Blanford, 1873 - în Iran și Kurdistan;
- Parus caeruleus balearicus Jordans, 1913 - în insula Mallorca;
- Parus caeruleus ultramarinus Bonaparte, 1841  - în Tunisia, Algeria, Maroc; = Cyanistes teneriffae ultramarinus;
- Parus caeruleus degener Hartert, 1901 - în estul insulelor Canare; = Cyanistes teneriffae degener;
- Parus caeruleus teneriffae Lesson, 1831 - în Insulele Canare: Tenerife, La Gomera, Gran Canaria; = Cyanistes teneriffae teneriffae;
- Parus caeruleus ombriosus Meade-Waldo, 1890  - în insula El Hierro (Insulele Canare); = Cyanistes teneriffae ombriosus;
- Parus caeruleus palmensis Meade-Waldo, 1889  - în insula La Palma (Insulele Canare); = Cyanistes teneriffae palmensis;
- Parus caeruleus cyrenaicae Hartert, 1922 - în Cirenaica (Libia); = Cyanistes teneriffae cyrenaicae.

## Descrierea

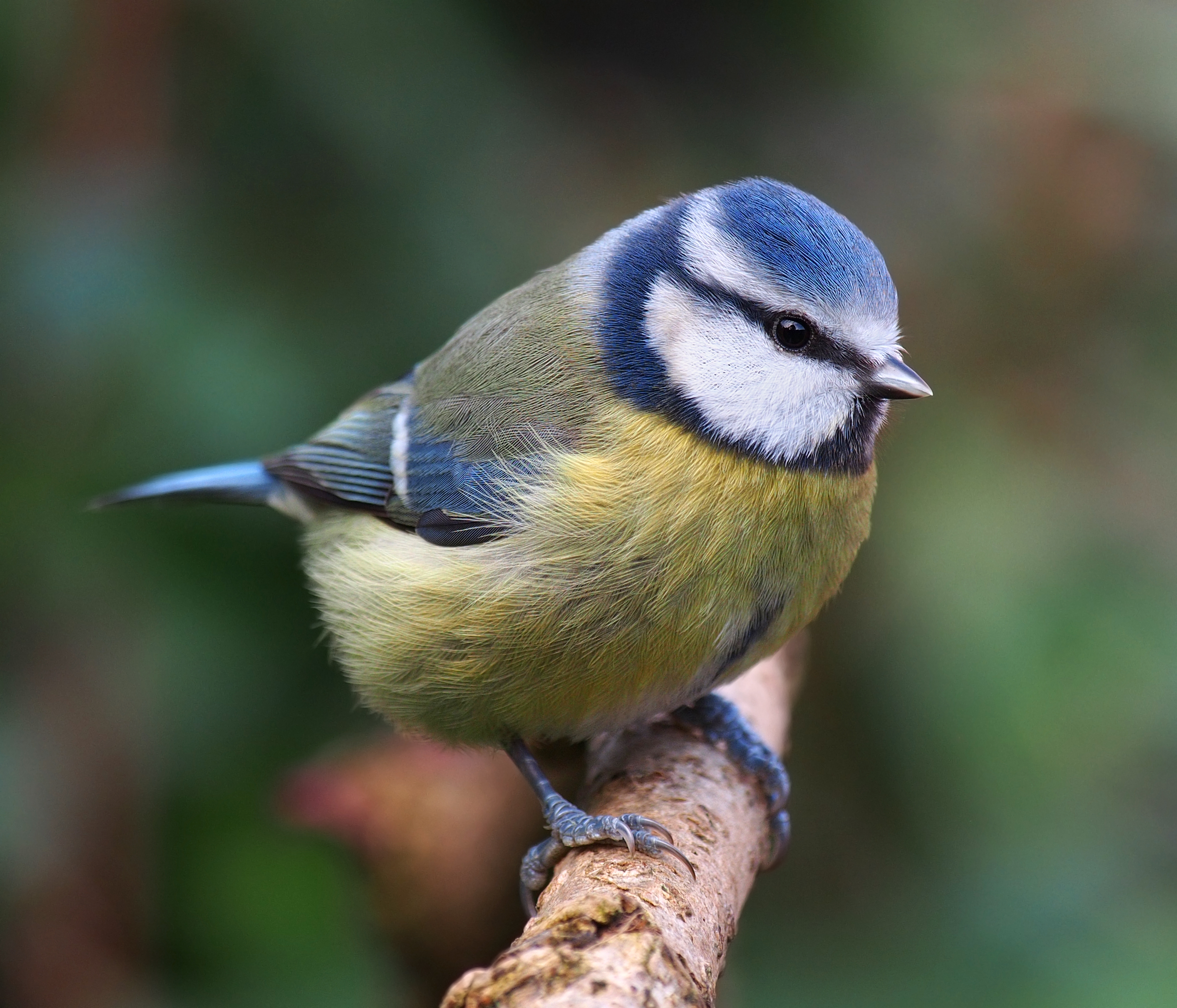
Pițigoiul albastru pe o creangă. Creștetul capului albastru-azuriu, el este înconjurat mai jos de un cerc alb, care trece pe frunte, pe sprânceană și pe partea superioară a cefei. Obrazul și regiunea auriculară albe. Bărbia și partea inferioară a gâtului sunt negre. O dungă negricioasă se întinde de la baza mandibulei peste ochi până la pe partea inferioară albastră-închisă a cefei. Această dungă coboară apoi pe laturile gâtului în spatele regiunii auriculare până la partea inferioară neagră a gâtului. Centrul părții inferioare a cefei și mantaua superioară sunt albe sau albastru-surii. Spatele măsliniu-verzui.

Pițigoiul albastru este un pițigoi mic, cu corpul îndesat, ciocul mic și capul rotunjit. Are o lungime de 11-12 cm, și o greutate de 7,5-14,7 g; lungimea aripii = 60-72 mm; lungimea ciocului = 8-9 mm; lungimea tarsului = 19-20 mm. Femela este foarte asemănătoare cu masculul și sexele nu se pot diferenția exact.

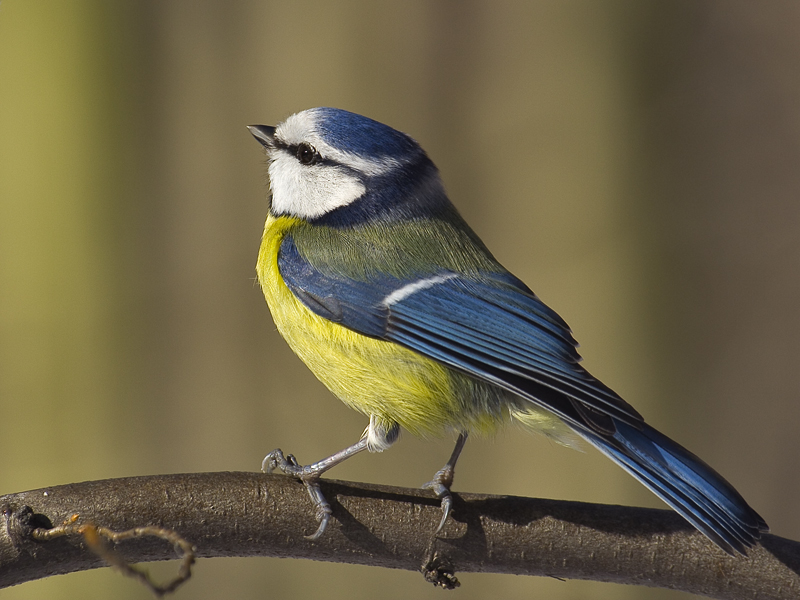
Pițigoiul albastru privit din spate. Creștetul capului albastru-azuriu. Spatele măsliniu-verzui. Coada și aripile albastre. Vârfurile albe ale supraalarelor mari formează pe aripă o dungă îngustă transversală albă. Pieptul, flancurile și abdomenul galbene.

Masculul subspeciei nominate are creștetul capului albastru-azuriu, partea posterioară a creștetului mai albastru-închisă. Creștetul este înconjurat mai jos de un cerc alb, care trece pe frunte, deasupra ochilor (pe sprânceană) și pe partea superioară a cefei. Obrazul și regiunea auriculară sunt albe. Bărbia și partea inferioară a gâtului (gușa) sunt negre. O dungă îngustă negru-albăstruie sau negricioasă se întinde de la baza mandibulei superioare peste ochi până la pe partea inferioară albastră-închisă a cefei, separând sprânceana albă de obraz. Această dungă negru-albăstruie coboară apoi pe laturile gâtului în spatele regiunii auriculare până la partea inferioară neagră a gâtului (formând un guler) și limitează din spate obrajii albi. Centrul părții inferioare a cefei și mantaua superioară sunt albe sau albastru-surii. Restul mantalei, spatele și scapularele măsliniu-verzui (verde-gălbui sau verde-albăstrui), târtița mai deschisă, măsliniu-verzue cu o nuanță galbenă. Coada și aripile sunt în general albastru-negricioase. Coada este albastră sau albastru-negricioasă, tivită lat pe rectrice cu albastru-strălucitor, rectricele laterale tivite îngust cu alb. Tectricele supraalare și alula albastru-închise. Tectricele supraalare mari și cele primare sunt tivite pe vârfuri cu alb, vârfurile albe ale supraalarelor mari formează o dungă îngustă transversală albă. Remigele cu steagul intern cenușiu, tivite lat pe steagul extern cu albastru. Remigele secundare și remigele terțiare (scapulare) cu vârfuri albicioase. Părțile inferioare (pieptul, flancurile și abdomenul) galbene ca lămâia, cu o nuanță măsliniu-verzuie pe piept, galben mai viu pe flancuri. Sub centrul pieptului adesea o linie longitudinală mediană albastru-închisă (adesea ascunsă). Centrul abdomenului poate fi albicios. Tectricele subcodale cremoase (alb-gălbui); tectricele axilare și subalare galbene. Irisul de la brun-închis până la brun-negricios. Ciocul cenușiu-albăstrui închis sau brun-negricios, marginea tăioasă a mandibulei superioare mai palidă. Picioarele de la ardezii (cenușiu-închise) până la albastre sau cenușiu-ardezii. În penajul uzat este ușor mai albastru pe creștet, remige și coada; părțile superioare mai cenușii sau mai puțin verzi, vârfurile albe ale supraalarelor mari și remigelor erodate sau absente, bărbia puțin mai neagră și linie negricioasă din centrul pieptului adesea mai pronunțată.

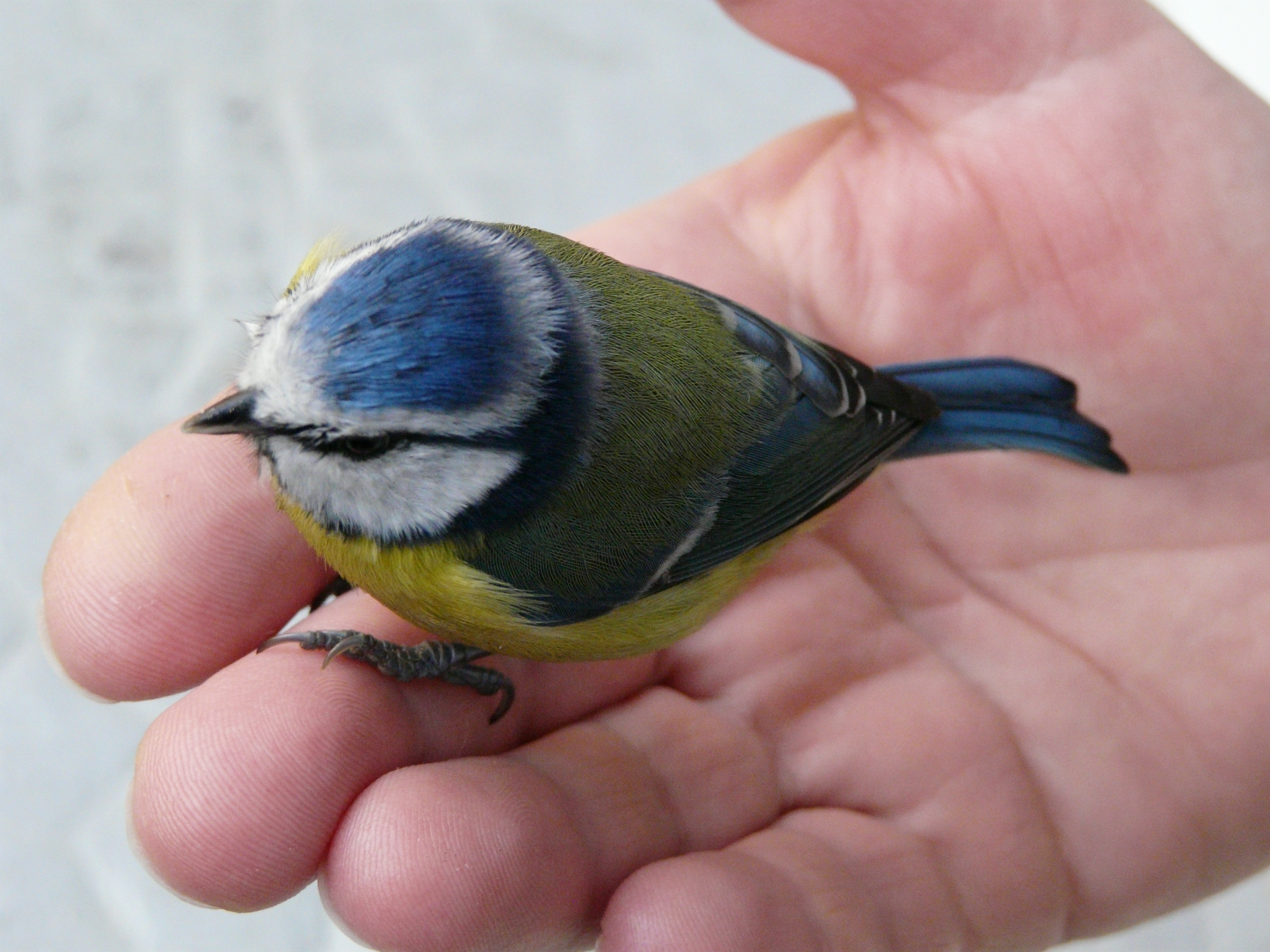
Pițigoiul albastru în mână

Dombrowski descrie pasăre adultă astfel "creștetul și ceafa albastru-vioi, spre partea posterioară trecând treptat într-o nuanță mai închisă. Frâul negricios, îndărătul ochilor din ce în ce mai închis, și unindu-se cu banda dela ceafă. Această bandă e albastru-închisă; bărbia negricioasă, iar pata de pe cerbice albă. Restul părții superioare verzui-măslinie. Partea dedesubt galben sulfuriu-vioi; mijlocul pântecelui, alb cu o bandă în lungime, albastru-negricioasă."
Femela este foarte asemănătoare cu masculul, dar este puțin mai spălăcită decât el, coloritul tectricelor primare, remigelor și rectricelor este mai puțin strălucitor, mai deschis și uneori mai albicios decât la mascul.
Juvenilul are fruntea, sprânceana și centrul cefei galben spălăcit, creștetul și laturile gâtului mai întunecate, părțile superioare mai cenușii, coada albastru-spălăcită, tectricele supraalare tivite cu albastru-verzui, vârfurile tectricelor supraalare mari și a remigelor terțiare alb-gălbui, remigele tivite pe margini cu albastru-cenușiu, fața și părțile inferioare galben-spălăcite (devenind mai albe cu vârsta), bărbia și partea superioară a gâtlejului cenușii, linia centrală întunecată de pe piept absentă.

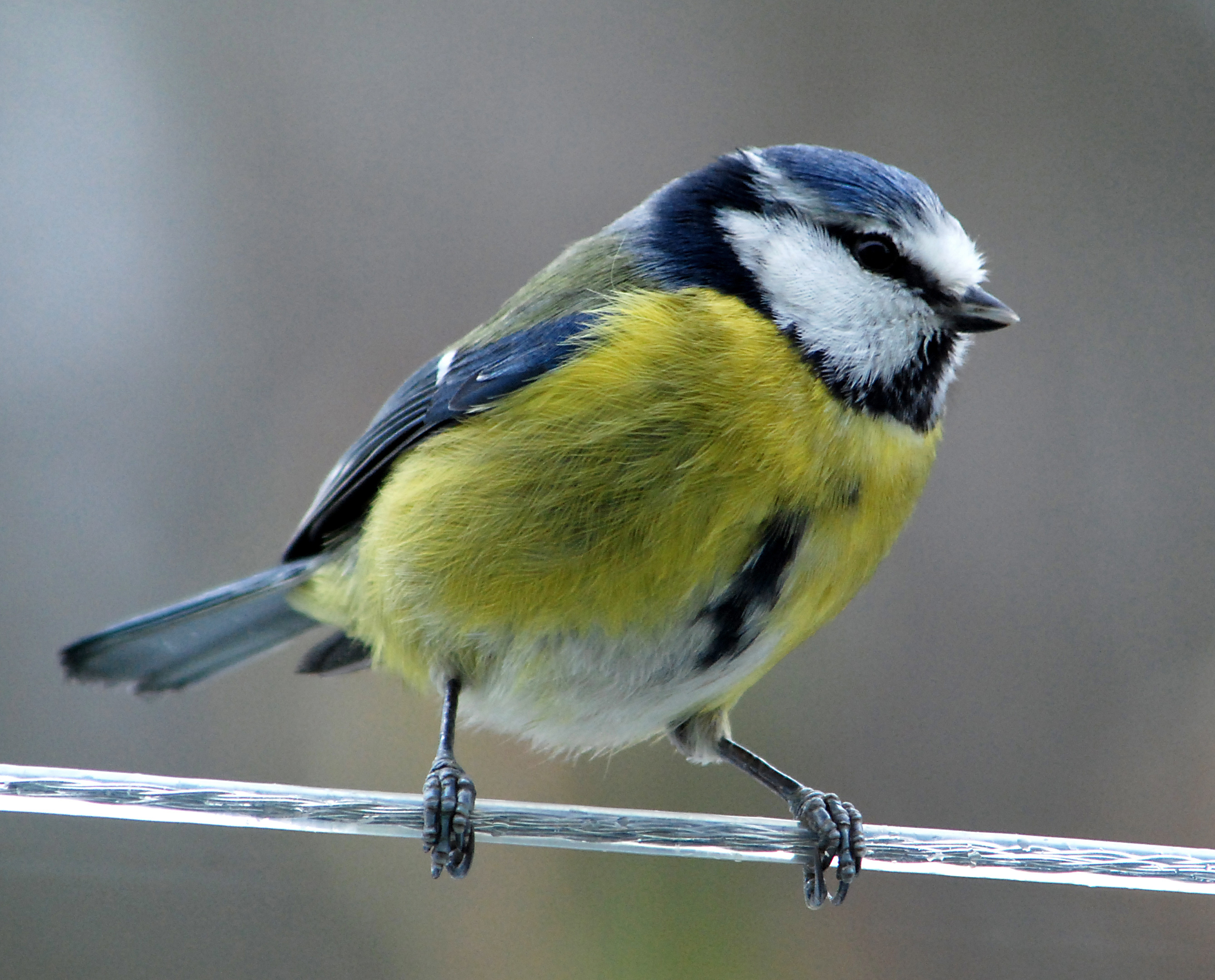
Pițigoiul albastru pe o funie de rufe. Părțile inferioare (pieptul, flancurile și abdomenul) galbene. Sub centrul pieptului o linie mediană negricioasă sau albastru-închisă. Centrul abdomenului albicios.

Subspeciile diferă în principal după nuanța culorii, atât pe partea superioară cât și pe cea inferioară:
- subspecia obscurus este asemănătoare cu subspecia nominată, dar creștetul este ușor mai albastru-închis, mantaua puțin mai întunecată sau mai verde (mai puțin cenușiu-albăstruie), vârfurile albe de pe tectricele supraalare mari și de pe remigele terțiare puțin mai înguste, părțile inferioare mai galben-închise de obicei cu linia centrală de pe piept vădit îngustă;
- subspecia ogliastrae este similară cu subspecia obscurus, dar mantaua este ușor mai albastră, tectricele aripilor mai intens albastre, părțile inferioare galben-vii, femela adesea are aceeași culoarea vie ca și masculul;
- subspecia balearicus este asemănătoare cu subspecia nominată, dar mantaua este mai palidă sau mai cenușie, părțile inferioare ușor mai palide, mai albă pe piept și abdomen, linia centrală de pe piept mai îngustă;
- subspecia calamensis este foarte asemănătoare cu subspecia nominată, dar este puțin mai mică;
- subspecia orientalis este la fel ca cea nominată, dar părțile superioare sunt cenușiu-măslinii, cu o nuanță gălbuie, iar părțile inferioare mai galben-vii sau mai galben-deschise;
- subspecia satunini este, de asemenea, asemănătoare cu cea nominată, dar părțile superioare sunt puțin mai întunecate, cenușiu-măslinii, părțile inferioare galben-deschise, flancurile surii;
- subspecia raddei este asemănătoare cu satunini, dar părțile superioare sunt ușor mai măsliniu-închise (și mai puțin cenușii), părțile inferioare galben-închise;
- subspecia persicus are ciocul mai scurt și mai subțire, părțile superioare verde-albăstrui-palide, cu o nuanță surie, părțile inferioare variabile, de la galben-intens pe piept și mai albe pe abdomen și pe tectricele subcodale până la uniform galben-albicioase;
- subspecia ultramarinus se aseamănă cu cea nominată, dar creștetul este negru cu vârfurile penelor albăstrui-închis-lucioase, dunga de peste ochi neagră și lată (îngustă în regiunea lorului) se contopește lat pe latura cefei cu negrul părții posterioare a gâtului, părțile superioare sunt în cea mai mare parte cenușiu-albăstrui-închis (târtița poate avea o nuanță verzuie), remigele terțiare și secundare lat tivite pe vârfuri cu alb, partea inferioară a laturilor gâtului, bărbie partea superioară a gâtlejului sunt în general negre, părțile inferioare galben-închise, cu linia ventrală negricioasă pronunțată;
- subspecia cyrenaicae se aseamănă cu ultramarinus, dar este puțin mai mică, și are o dungă albă mai îngustă pe frunte, mantaua mai întunecată sau albastră mai spălăcită, părțile inferioare galbene, puțin mai spălăcite.

## Năpârlirea
Năpârlirea postnupțială a adulților este completă și are loc de la începutul lunii iunie până la sfârșitul lunii august - începutul lunii septembrie. Este deosebit de intensă în iunie-iulie. Începe cu înlocuirea penelor mici ale capului și gâtului, după care se înlocuiesc remigele și rectricele.
Năpârlirea postjuvenilă a păsărilor tinere este incompletă, care atinge numai penele mici; juvenilii din prima pontă năpârlesc în iulie - august, iar cei din a doua pontă în august - septembrie. Până la sfârșitul lunii septembrie năpârlirea juvenililor se termină complet și ei devin asemănători cu adulții.

## Glasul
Pițigoiul albastru este foarte vocal. Strigătul de contact între parteneri sau membrii cârdului, frecvent utilizate pe tot parcursul anului, este o notă scurtă și subțire "ți", emisă singură sau în serii "ți-ți-ți-ți" sau "ți-ți-ți-di". Un strigăt gâlcevitor sau ciripitor "ciurrrrit" sau "cerrr-errr-err-err-et", cu un ton înălțat spre sfârșit și cu diferite accente, este scos mai ales în caz de alarmă sau la apropierea unui prădător, care poate fi precedat sau urmat de note unice sau multiple ascuțite "ți" sau subțiri, de tonalitate înaltă "sii" sau "pit", de ex. "pit pit ciurrr" sau "drrrrrrrt tit tit tit", repetate frecvent când este agitat. În nordul Africii, are și un strigăt ascuțit, asemănător cu strigătul populațiilor europene, "ții-ți-brri ții-ți-brri" sau "ci-ciciui" și un strigăt "piciu" mai metalic.
Ambele sexe emit un strigăt de tonalitate înaltă "zidle" în timpul paradei nupțiale și copulației. Femela la cuib scoate un șuierat scurt, exploziv într-o reacție de apărare agresivă față de un intrus sau prădător. Puii din cuib și cei care recent au părăsit cuibul scot un "ți-ți-ți-ți-ți-ți" de tonalitate înaltă, aproape neîncetat.
Cântecul clar, melodios, cu o tonalitate înaltă, alcătuit din note prelungi este un "țit-sit-sissiuit" sau "ți-ți-ți-țu-țuuuuuu" sau "psi-psi-țațața, psi-psi-țațața", repetat frecvent după pauze scurte, și variații mai scurte, inclusiv "ți-ți si-si", "țiți-țuțuțirrr", "țiți-sirrr, țiți-sirrr", "siss-sidou" sau "psi-dada, psi-dada, psi-dada". Un singur mascul are un repertoriu de 3-8 cântece, iar cântecul femelei este asemănător cu cel al masculului. Variațiile geografice ale cântecului nu sunt însemnate în Europa, dar cântecele populațiilor din Europa diferă de cele din nord-vestul Africii. Subspecia ultramarinus (Cyanistes teneriffae ultramarinus) are un cântec mai apropiat de cel al pițigoiului mare (Parus major), cu o serie de note disilabice metalice "tizi" (cântecele din Corsica și Mallorca sunt întrucâtva asemănătoare).

## Habitatul
Pițigoiul albastru este o specie clocitoare comună în păduri de foioase și de amestec, parcuri și grădini. În afara perioadei de cuibărit apare adeseori în stufărișuri.
În Europa, pițigoiul albastru se întâlnește mai ales în pădurile de foioase de câmpie și submontane, în special cele de stejar (Quercus) și de mesteacăn (Betula), și în păduri veșnic verzi latifoliate, precum și în tufișuri, crânguri, garduri vii, terenuri acoperite cu arbuști cu copaci răzleți, la marginea terenurilor cultivate, în livezi, parcuri și grădini, inclusiv în zonele suburbane și în centrele urbane. În general evită desișurile mari de conifere, însă se întâlnește în pădurile de conifere mature în afara sezonului de reproducere, când formează stoluri mixte cu alte specii de pițigoi. În afara sezonului de reproducere se întâlnește în general într-o gamă mai mare de habitate care conțin arbori și arbuști, dar și în stufărișuri.
În România pițigoiul albastru este o specie foarte răspândită, prezentă în diferite tipuri de habitate, fiind una dintre cele mai puțin pretențioase dintre speciile de pițigoi. Preferă zonele de câmpie cu păduri de foioase, în principal cele de stejar, dar poate ajunge în pădurile de foioase până la altitudini ce depășesc 1000 m în Carpați. Nu evită nici pădurile mixte, livezile, grădinile și parcurile din interiorul localităților. Populații cu abundențe deosebite se găsesc mai ales în pădurile ce se află de-a lungul Dunării și luncile cursurilor mari de apă ce sunt străjuite de vegetație arborescentă bogată. Când găsește scorburi sau cavități adecvate pentru cuibărit, se întâlnește și în tufărișuri, în grădini sau în aliniamentele de copaci de pe marginea drumurilor. În timpul iernii poate fi întâlnit și în terenurile acoperite de stuf.
În Republica Moldova pițigoiul albastru este o specie comună răspândită pe întreg teritoriul, unde populează zonele împădurite de foioase sau plantațiile arborescente mixte; este frecvent întâlnit în fâșii forestiere, parcuri, grădini și în livezi; iarna frecventează zonele umede și acvatice, ținându-se mai ales prin stufărișuri.
În regiunea estică a Mediteranei, se întâlnește în pădurile de la altitudini mari de pin (Pinus) și stejar în Iordania, în pădurile de cedru (Cedrus) din nord-vestul Siriei și în pădurile de stejar montane din Iran. În regiunile mai aride din sud-estul arealului se întâlnește în principal în păduri riverane, parcuri și grădini. În nordul Africii trăiește în pădurile de stejar de plută (Quercus suber), stejar portughez (Quercus faginea) și stejar verde (Quercus ilex), precum și în pădurile de cedru și ienupăr de munte (Juniperus) din Maroc și nordul Libiei; mai spre sud, este sedentar în pădurile mici de palmier din oazele sahariene.
Se întâlnește de la nivelul mării până la munți: în sezonul de reproducere până la 1540 m în Alpii austrieci, până la 1700 m în Elveția (majoritatea cuibăresc sub 1250 m), până la 1800 m în Pirinei, până la 1525 m în Grecia, Turcia și nord-vestul Iranului (excepțional până la 2000 m în Grecia), și la cel puțin 2040 m în sud-vestul Iranului; în Caucaz cuibărește până la limită superioară a pădurilor aflată la circa 3500 m; până la 1800 m sau mai sus în Maroc.

## Hrana

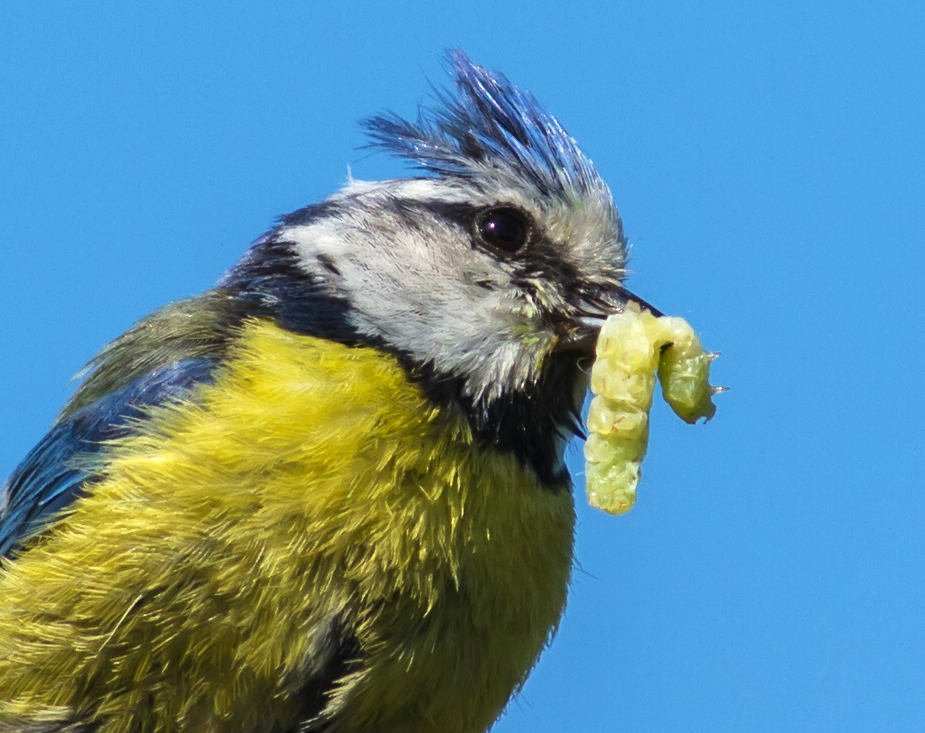
Pițigoiul albastru cu o omidă în cioc

În sezonul de reproducere (primăvara și vara) pițigoiul albastru se hrănește cu nevertebrate mici (de obicei de circa 1 cm) și larvele lor, mai ales cu insecte fitofage colectate în coroana arborilor; toamna și iarna se hrănește cu diferite semințe, fructe și pomușoare, fiind și un vizitator comun la hrănitoarele de păsări. Are o importanță deosebită contribuind la reglarea efectivului de dăunători: rozători de frunze, larve ale fluturilor, trombari, ploșnițe etc. Compoziția hranei este determinată în mare măsură de abundența sezonieră a diferitelor specii consumate.

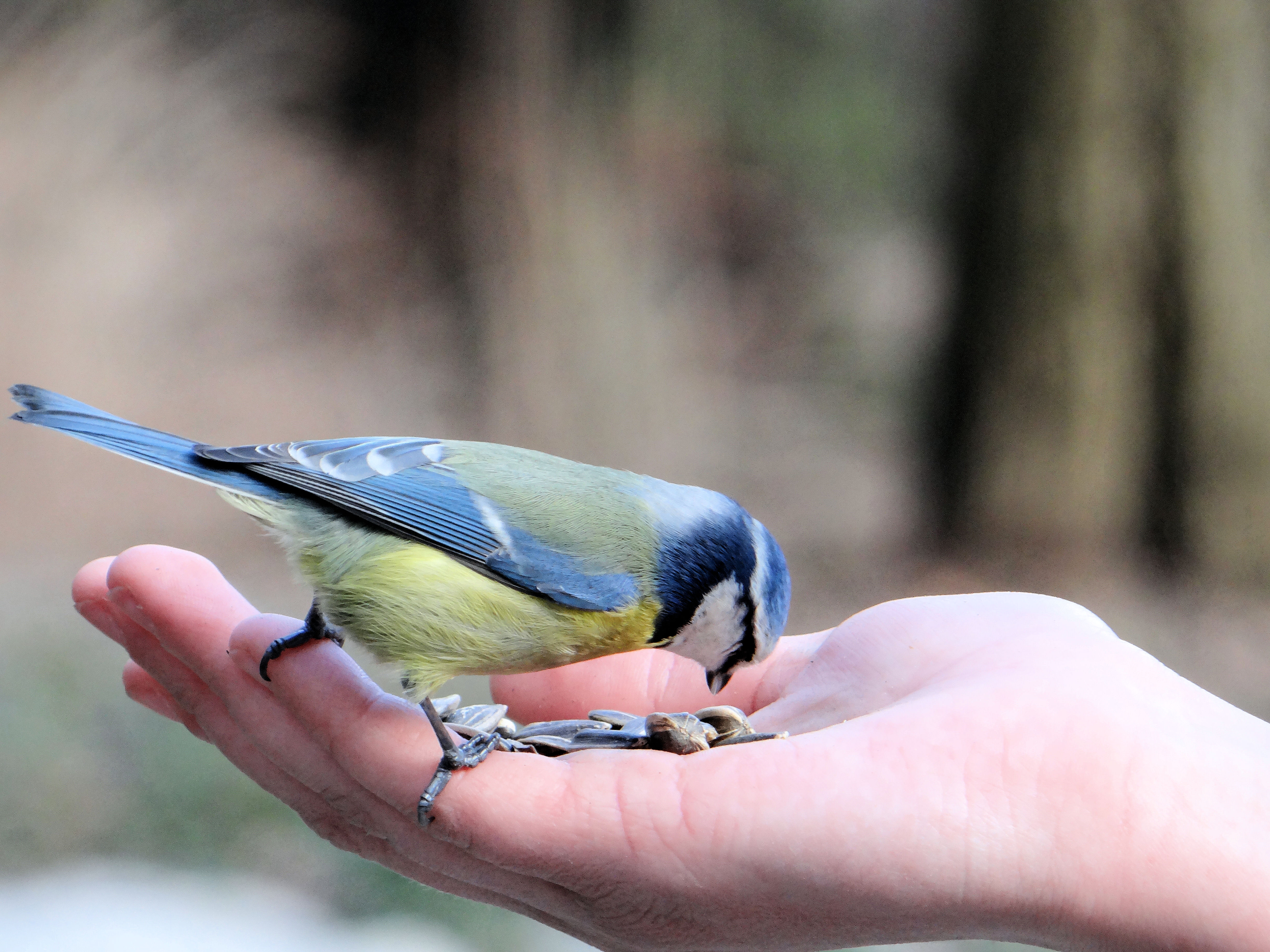
Pițigoiul albastru în mână hrănindu-se cu seminţe

Hrana de origine animală constă în principal din colembole (Collembola), lăcuste (Orthoptera), zigoptere (Odonata), urechelnițe (Dermaptera), hemiptere (Hemiptera), molii și fluturi (Lepidoptera, în special cele din familia Tortricidae), neuroptere (Neuroptera), păianjeni (Araneae), muște (Diptera), oniscide (Isopoda), furnici (Formicidae), gândaci (Coleoptera), opilionide (Opiliones), diplopode (Diplopoda), stilomatofore și melci (Gastropoda), căpușe (Acari).
Fructele și semințele consumate în principal în afara sezonului de reproducere, includ cele de pin (Pinus), chiparos (Chamaecyparis), molid (Picea), tisă (Taxus), frasin (Fraxinus), mesteacăn (Betula), fag (Fagus), cimișir (Buxus), paltin și arțar (Acer), castan (Castanea), stejar (Quercus), măslin (Olea), dud (Morus), smochin (Ficus), vâsc (Viscum), mur (Rubus), coacăz și agriș (Ribes), prune, vișine și cireșe (Prunus), măr (Malus), păr (Pyrus), soc (Sambucus), trandafir și măcieș (Rosa), păducel (Crataegus), sânger și corn (Cornus), hurmuz (Symphoricarpos), nuc (Juglans), caprifoi (Lonicera), cătina albă (Hippophae), lemn câinesc (Ligustrum), zârnă (Solanum), vinețea (Centaurea). Consumă de asemenea sevă de mesteacăn, paltin, arțar, plop (Populus), nuc și viță de vie, și nectar și polen primăvara din florile de salcie (Salix), prun, cireș, vișin, coacăz, aloe (Aloe), zămoșiță (Hibiscus) și trâmbiță (Tecomaria).

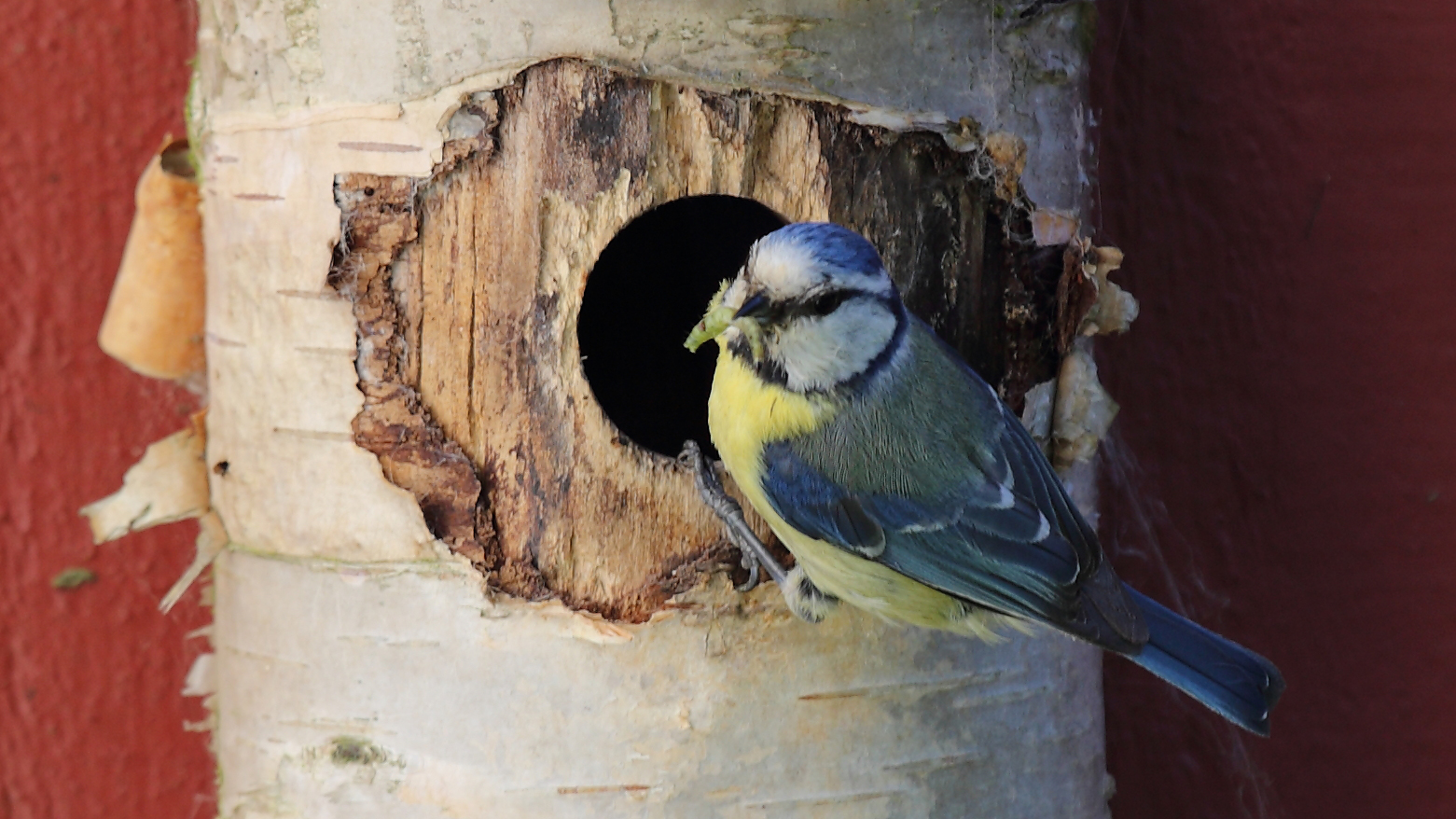
Pițigoiul albastru la intrarea în cuibul său cu o omidă în cioc

Vizitează hrănitoarele suspendate sau pe platformă pentru păsări, unde consumă resturi menajere, inclusiv pâine, brânză, grăsime, arahide și diferite semințe, în special de floarea-soarelui (Helianthus).
După Averin și Ganea în Republica Moldova pițigoiul albastru se hrănește în principal cu insecte și păianjeni, mai rar consumă hrană vegetală. Analiza conținutului a 80 de stomacuri ale pițigoiului albastru și a esofagelor puilor săi au arătat că acestea conținea 89,4% hrană animală, 10,5% hrană vegetală. Din insecte predominau fluturii (33,3%) în diferite stadii de dezvoltare: omizi, pupe, fluturi adulți. În cantități mai mici au fost găsite himenoptere (6,8%), ploșnițe (2,4%) etc. În hrana pițigoiului albastru pe tot parcursul anului predominau insectele dăunătoare: fluturele auriu (Euproctis chrysorrhoea), omida păroasă a stejarului (Lymantria dispar), inelarul (Malacosoma neustria), moliile tortricide (Tortricidae), molia verzei (Plutella xylostella), viermele merelor (Cydia pomonella), gărgărițele (Curculionidae), molia frunzelor de măr (Hyponomeuta malinella), diferite buhe (Noctuidae), păduchi de plante (afide) și muște. Hrana vegetală era formată din semințe de floarea soarelui, cânepă, mac, boz etc. Din aceste date este evident că pițigoiul albastru este o specie foarte folositoare.

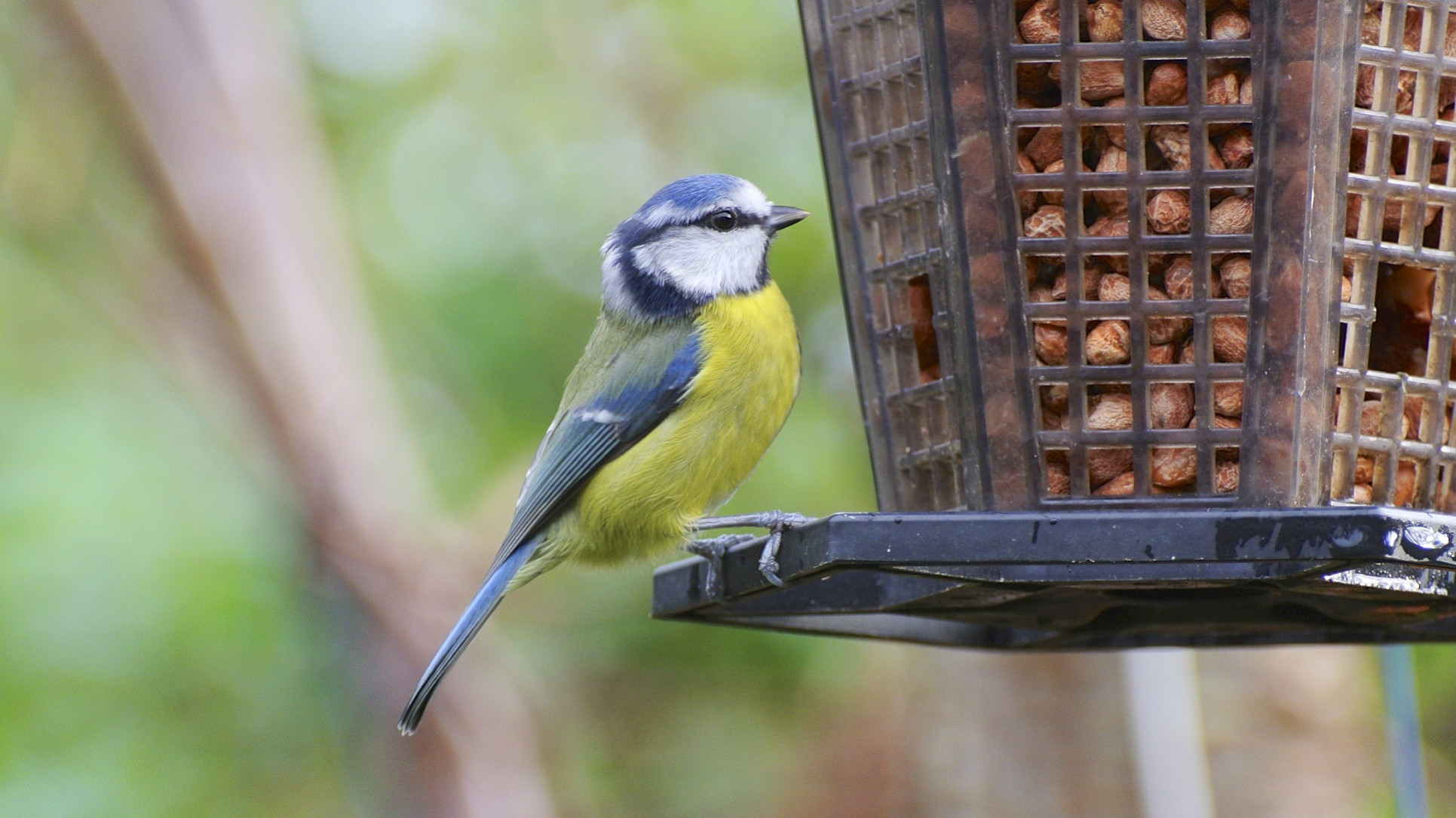
Pițigoiul albastru la o hrănitoare pentru păsări

Își procură hrana prin toate etajele copacilor, tufelor și arbuștilor, uneori pe pământ, dar de obicei, numai pentru foarte puțin timp. Caută hrana pe frunze, muguri și ramuri subțiri cu mare minuțiozitate (poate căuta până la 30 de minute într-un singur copac), dar în timpul iernii adesea se mișcă rapid prin frunziș în căutarea hranei. Frecvent atârnă pe un picior cu capul în jos de rămurele subțiri sau frunze, cautând insecte și păianjeni, care îi alcătuiesc dieta; localizează cu ușurință insectele de sub scoarța desprinsă (pe care o jupoaie) sau în minele frunzelor (în cavitățile produse prin roadere de larve a frunzelor) sau în gale; culege insectele de pe frunze, se hrănește cu afide (Aphidoidea) adunate prin tufișuri; găurește stuful pentru a localiza larvele ascunse. Planează pe loc pentru puțin timp când inspectează frunzișul, uneori urmărește insectele în zbor. Semințele mari le consumă pe o creangă din apropiere, unde le deschide în prealabil ținându-le cu piciorul sau le fixează în scoarță și le ciocănește cu lovituri rapide ale ciocului.
În Republica Moldova pițigoiul albastru își procură hrana de obicei de pe capetele ramurilor superioare ale copacilor. Iarnă pițigoiul albastru caută hrana prin tufișuri, la vârful copacilor din pădure și din livezi, iar vara mai ales în etajele mijlocii și inferioare ale lor. Când semințe și fructe sunt abundente, le adună adesea de pe pământ.
Este vestit în unele părți ale arealului (de ex., în Marea Britanie) pentru obiceiul său de a găuri capacele sticlelor de lapte, puse la vânzare pe pragul ușii, și apoi soarbe frișca laptelui; în cazuri mai extreme, scobește cu ciocul și scoate chitul proaspăt de la ferestre.

## Comportamentul

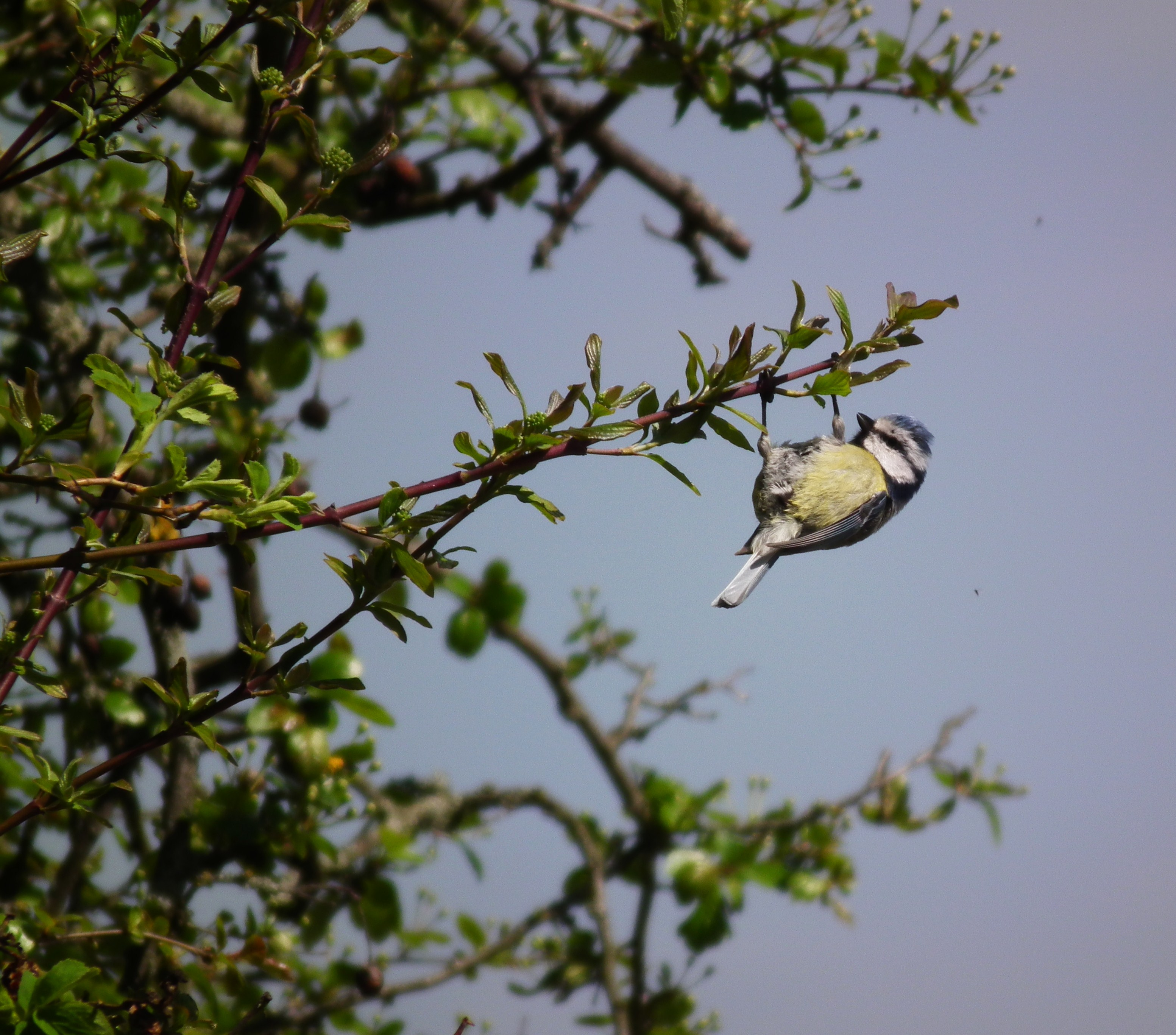
Pițigoiul albastru atârnând cu capul în jos de o rămurică

Pițigoiul albastru este o pasăre activă, sprintenă, veșnic în mișcare.
Este un cuibăritor teritorial. Mărimea teritoriului ocupat de o pereche este de obicei până la 1 ha, adesea mult mai mic, până la 0,16 ha. Teritoriul ocupat este de obicei bine delimitat la începutul lui februarie și apărat împotriva intrușilor, însă uneori perechile cuibăresc foarte aproape, sunt și cazuri în care două perechi cuibăresc în aceleași cuib artificial. Își apără teritoriul cu agresivitate, aflându-se astfel deseori în competiție intensă cu pițigoiul mare (Parus major).
Este o pasăre solitară care trăiește în perechi sau toamna în grupuri familiale mici.  Nu migrează, dar toamna și iarna se deplasează în zone cu surse trofice abundente și uneori se adună în cârduri mai mari, de ex. în sud-estul arealului cârdurile includ câteva sute de indivizi; se adună și în cârduri mixte cu alte specii de pițigoi în afara sezonului de reproducere. Partenerii de obicei rămân în apropierea teritoriului de reproducere în afara sezonului de cuibărit și caută hrana împreună cu alte specii insectivore, printre care se numără pițigoiul codat (Aegithalos caudatus), aușelul cu cap galben (Regulus regulus) și cojoaica de pădure (Certhia familiaris), în cârduri eratice pe un teritoriu de până la 10 ha care include mai multe locuri de cuibărit. Mărimea cârdurilor de iarnă se micșorează treptat spre sfârșitul iernii pe măsură ce perechile își restabilesc teritoriile de reproducere.

## Reproducerea

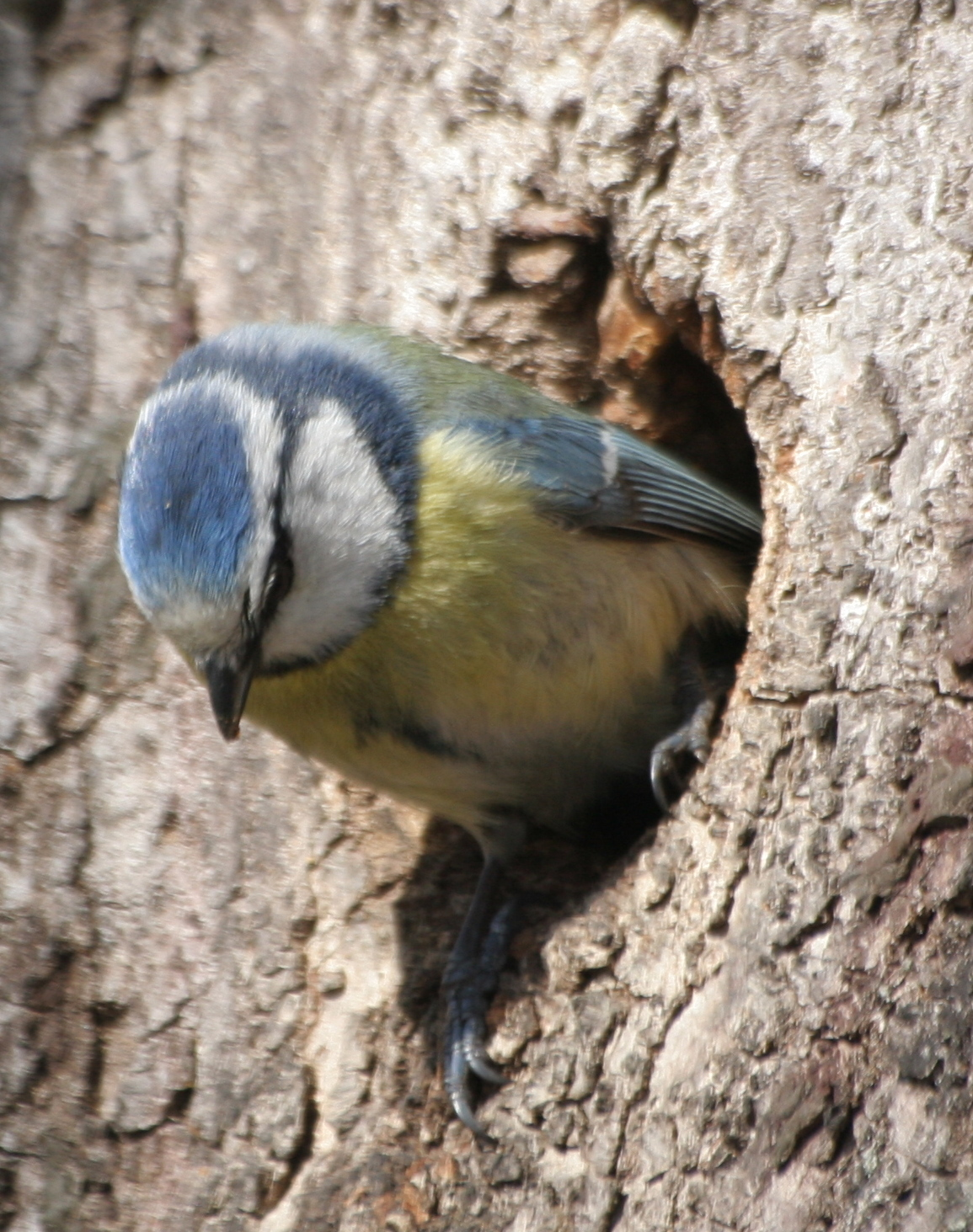
Pițigoiul albastru la intrarea în cuibul său, amplasat în scorbură unui copac.

Este o specie monogamă. Perechile formate rămân împreună de obicei pe toată viața. Masculii poligami nu sunt rari unde densitatea populației cuibăritoare este mare. Masculii poligami au mai multe femele în același teritoriu. Toate femelele care se împerechează cu un mascul poligam cuibăresc în limitele unui singur teritoriu de reproducere, iar masculul hrănește puii din toate cuiburile.
La sfârșitul lunii februarie pițigoii albaștri se separă treptat de cârdurile de iarnă și la începutul lunii martie se formează perechile cuibăritoare. În martie masculii cântă, se iau la încăierare între ei, ademenesc femelele prin zborurile spectaculoase și prin etalarea penajului înfoiat, însoțite de bătăile tremurânde de aripi. Masculul în timpul paradei nupțiale execută zboruri lente asemănătoare cu cele ale fluturelui și planări spre femela cocoțată undeva, intercalate cu pauze când el își ridică parțial în sus moțul și își răsfiră coada. Masculul poate execută, de asemenea, zboruri verticale până la cel puțin 6 m, apoi coboară vertical în jos spre o spre femelă de pe o creangă joasă. El, de asemenea, dansează în jurul cuibului cu corpul ținut orizontal, coada întinsă în formă de evantai și ușor ridicată, penele cefei înălțate (expunându-și gulerul albastru-închis), aripile răsfirate dar cu vârfurile lăsate în jos, și țopăie spre locul cuibului învârtindu-se în jurul unei crengi până la 5 m, apoi zboară înapoi și își repetă jocul nupțial. Curtarea femelei include aprovizionarea ei de către mascul cu hrană cu conținut ridicat de proteine în timpul paradei nupțiale, depunerii ouălor și clocirii.

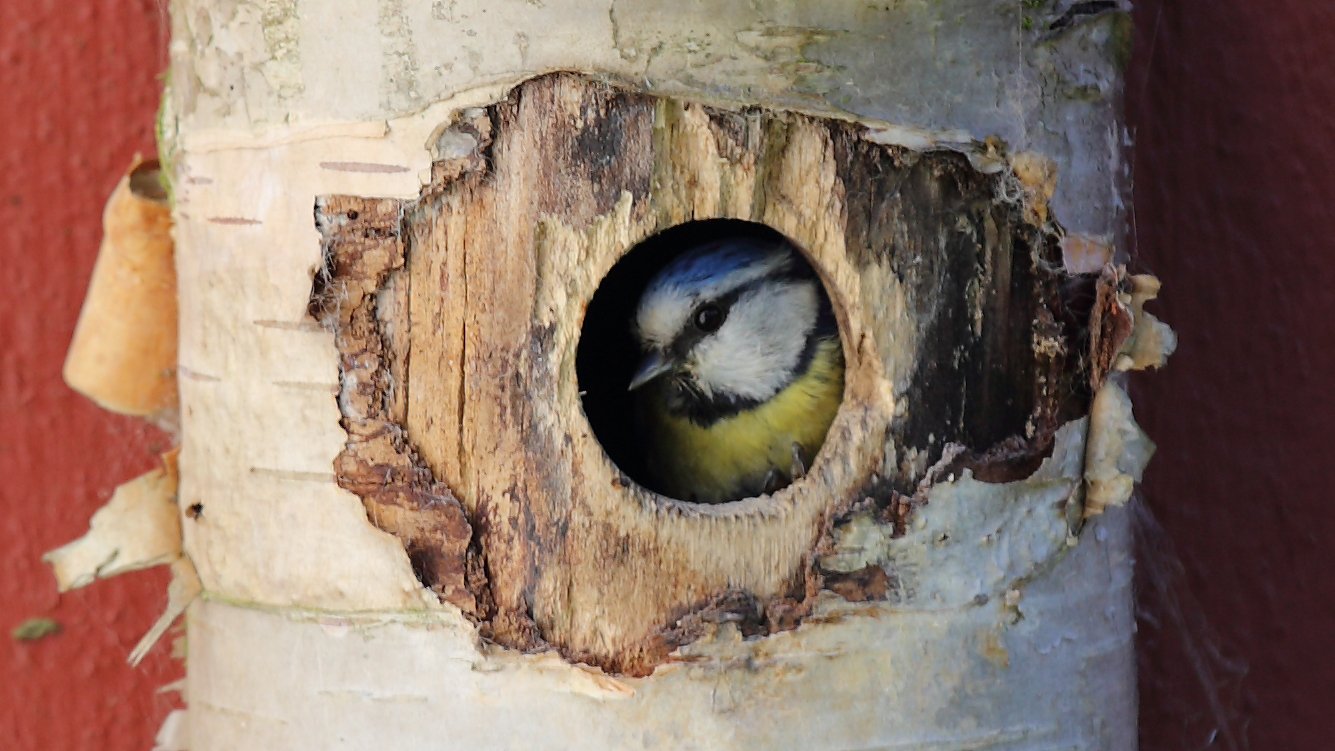
Pițigoiul albastru în cuibul său.

Sezonul de reproducere are loc din aprilie până la sfârșitul lui iunie, timpul depunerii pontei, numărul ouălor depuse și succesul reproductiv sunt strâns legate de momentul apariției și abundenței omizilor, în principal a moliilor verzi a stejarului (Tortrix).
Cuibul este construit numai de femelă în aprilie-mai și are de obicei forma unei cupe; el este făcut din mușchi, iarbă uscată de graminee, benzi de coajă fină, fibre vegetale, licheni, frunze uscate, păr de animale, lână, pânză de păianjeni și pene, el este căptușit cu material mai fin. Cuibul este amplasat la înălțimi variabile într-o scorbură naturală existentă în copacii bătrâni, preferând mai ales arbori ce se află în apropierea unor cursuri de apă sau lacuri. Uneori cuibul este amplasat în gaura unui stâlp (inclusiv într-un indicator rutier metalic), sau în alte construcții artificiale, de ex., într-o cavitate din perete, uneori într-un cuib vechi părăsit al altei păsări, mai ales cel de ciocănitori (sau în fundațiile cuiburilor mari nefolosite), rareori într-o gaură în pământ. Adesea ocupă și cuiburile artificiale, deci este posibilă atragerea pițigoiului albastru în locurile dorite să limităm unele specii de insecte dăunătoare livezilor sau pădurilor, bineînțeles asociate cu alte păsări insectivore. Perechea este destul de fidelă locului de cuibărit, revenind an după an în aceeași zonă.
După Averin și Ganea în Republica Moldova, pițigoiul albastru cuibărește ca și pițigoiul mare în scorburi situate la înălțimi mici, adesea chiar lângă pământ. Dacă pițigoiul mare este în general nepretențios în alegerea locului pentru cuib, pițigoiul albastru preferă să își facă cuibul în scorburile carpenului. Din cele 28 de cuiburi ale pițigoiului albastru, găsite în 1956 și 1960, în pădurilor de lângă satele Morozeni și Vatici din raionul Orhei, 14 au fost în scorburi de carpen, 5 - stejar, 4 - salcie, 2 - măr, 2 - păr și 1 - nuc. Scorburile cu cuburi erau amplasate nu mai mult de 3,5 m deasupra pământului, gaura de intrare în ele avea formă de fantă cu o lățime mică de 28 mm.

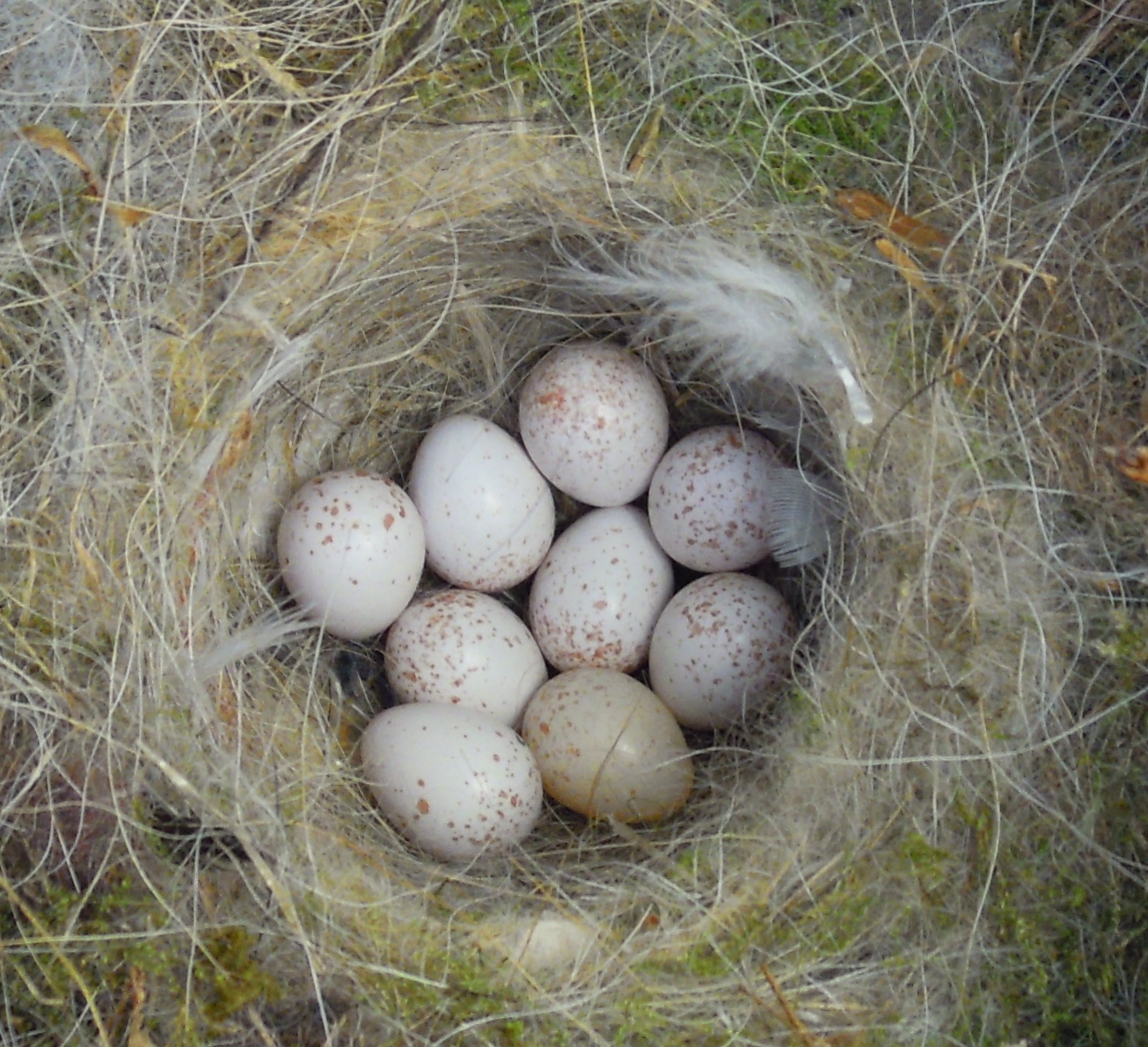
Ouăle în cuib

De obicei depune 2 ponte pe an în unele părți ale Europei, dar rar în Marea Britanie, Germania, Corsica și Maroc. Numărul ouălor depuse variază geografic, altitudinal, după dimensiunea cavității unde își face cuibul și după calitatea habitatului înconjurător. Pițigoiul albastru este o specie destul de prolifică. În Europa ponta constă din 7-13 ouă (ponte cu mai mult de 18 ouă sunt în general depuse de două femele), în estul arealului ponta este formată în general din de 6-8 ouă. Perechile suburbane sunt în general mai puțin productive, acest lucru fiind atribuit unei valori nutriționale scăzute a hranei disponibile. La ponta a doua numărul de ouă este mai mic. Ouăle sunt albe, cu mici dungulițe brun-roșcate, mărimea medie a unui ou este de 16×12 mm.

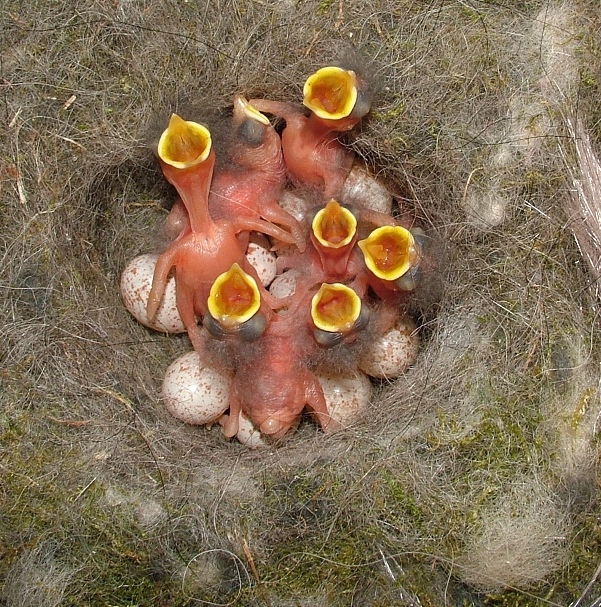
Eclozarea ouălor

În România ponta este depusă din a 2-a jumătate a lunii aprilie aprilie până în mai și este constituită din 7-8 ouă, deseori se pot observa ponte foarte mari, de 15-18 ouă (de obicei 8-10 ouă), care provin de la două sau chiar mai multe femele.
În Republica Moldova, pițigoiului albastru în Moldova depune de obicei o singură pontă pe an și numai rar două ponte. Perioada depunerii ouălor este foarte îndelungată. De ex., în 1952, au fost găsite ponte proaspete de la 10 aprilie până pe 12 mai, în 1954 de la 8 aprilie până pe 12 mai, în 1955 de la 12 aprilie până pe 5 mai, în 1956 de la 15 aprilie până pe 7 mai, în 1958 de la 15 aprilie până pe 10 mai. Probabil pițigoii bătrâni depun pontele puțin mai devreme decât cei tineri. Ponta constă din 8-10 ouă, uneori 12-14.
Incubația durează 12-16 zile (de obicei 13-14 zile) și este asigurată numai de către femelă, care este hrănită la cuib de către mascul. Clocitul începe înainte de terminarea ouatului. În perioada de depunere a ouălor femela, la plecarea din cuib, le acoperă.
Puii sunt hrăniți la cuib de ambii părinți, la început cu nevertebrate, având corpul ușor asimilabil (larve de insecte și păianjeni), apoi cu hrană mai dură (gândaci). Adesea un singur adult hărănește întreaga pontă după eclozarea puilor, înregistrându-se o frecvență medie de o hrănire la un interval de 90 secunde 1 hrănire/90 secunde, în timpul apogeului sezonului de reproducere. Puii părăsesc cuibul după 16-23 de zile de la eclozare. După părăsirea cuibului mai stau încă o perioadă în preajma adulților. În Republica Moldova Averin și Ganea au observat că părinții aduc mâncare la cuib în medie de 24-25 de ori pe oră; în primele zile părinții aducea puilor omizi de fluture (în principal omizile albiliței verzei) și larve de muște, începând cu vârsta de 5-6 zile, în compoziția hranei puilor au fost găsiți păianjeni, mai târziu gândaci.

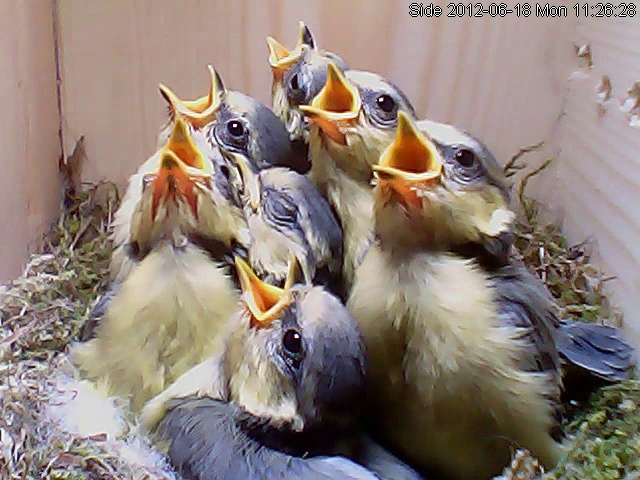
Puii în cuib cerşind mâncare

Succesul reproductiv este variabil, fiind influențat în special de condițiile meteorologice și de prădare, studiile bazate pe populațiile din cuiburile artificiale au arătat că în sudul Angliei (în Oxfordshire), 90-95% dintre puii au părăsit cuibul în primii trei ani de studiu, dar succesul reproductiv s-a redus drastic în următorii ani datorită prădării de către nevăstuică (Mustela nivalis). În cel de-al doilea loc de studiu din sudul Angliei, în 33-77% din cuiburile studiate puii au supraviețuit și au părăsit cuibul în ani diferiți, iar succesul reproductiv a fost afectat în principal de către veverița cenușie (Sciurus carolinensis), nevăstuici, rozătoare și ciocănitoarea pestriță mare (Dendrocopos major), și în unele cazuri perechile reproducătoare au fost izgonite de către vrăbiile de câmp (Passer montanus). În Marea Britanie, cel mai mare succes reproductiv este în grădini (86%), în plantațiile de pin silvestru (Pinus sylvestris) (71%) și în zonele fără prădători, de ex. în insula Rùm, din vestul Scoției (88%). Rata mortalității puilor din cuib este influențată de amploarea precipitațiilor, scăderea bruscă a temperaturii și disponibilitatea hranei, puii eclozați târziu sunt adesea slab dezvoltați și au o mortalitate mai mare. Rata mortalității juvenililor este mare în primele trei luni de viață. Se estimează că circa 75% dintre perechile cuibăritoare supraviețuiesc până în următorul sezon de reproducere (iar unele perechi rămân împreună timp de 4 ani consecutivi).
Pițigoiul albastru atinge în libertate longevitatea maximă de 14 ani și 6 luni. Ajunge la maturitate sexuală la vârsta de un an.

## Deplasări sezoniere

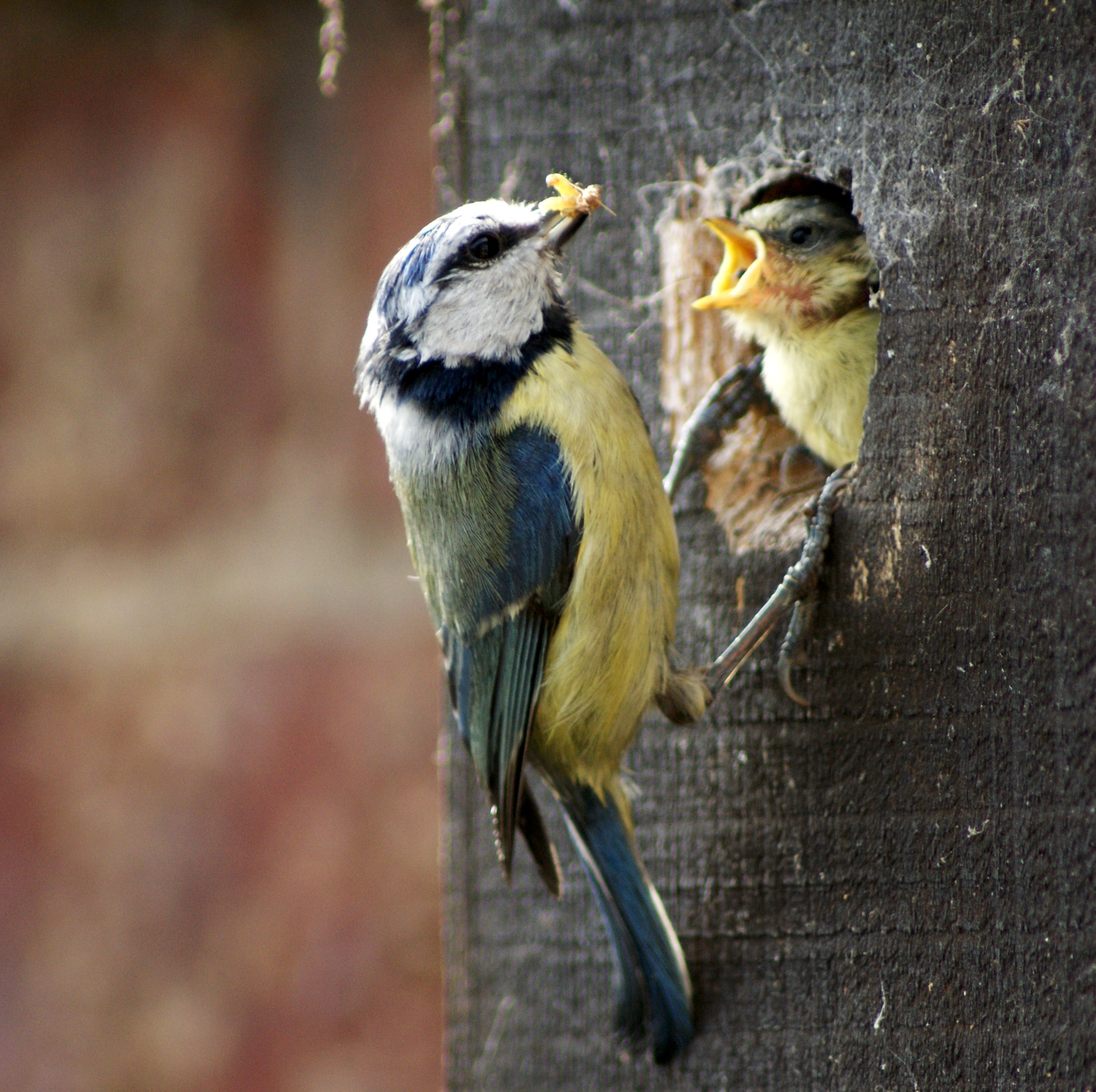
Pițigoiul albastru hrănind puiul

Este o pasăre în principal sedentară în centrul și sudul arealului, parțial migratoare în nordul arealului; de asemenea, au loc unele deplasări altitudinale sezoniere.
În România și Republica Moldova pițigoiul albastru este o specie comună, sedentară. Nu migrează, dar în perioada rece hoinărește, deplasându-se în zone cu surse trofice abundente, realizând stoluri mixte alături de alte specii de pițigoi, se întoarce însă pentru cuibărit în zona de origine. Iarna frecventează zonele umede și acvatice, ținându-se mai ales prin stufărișuri.

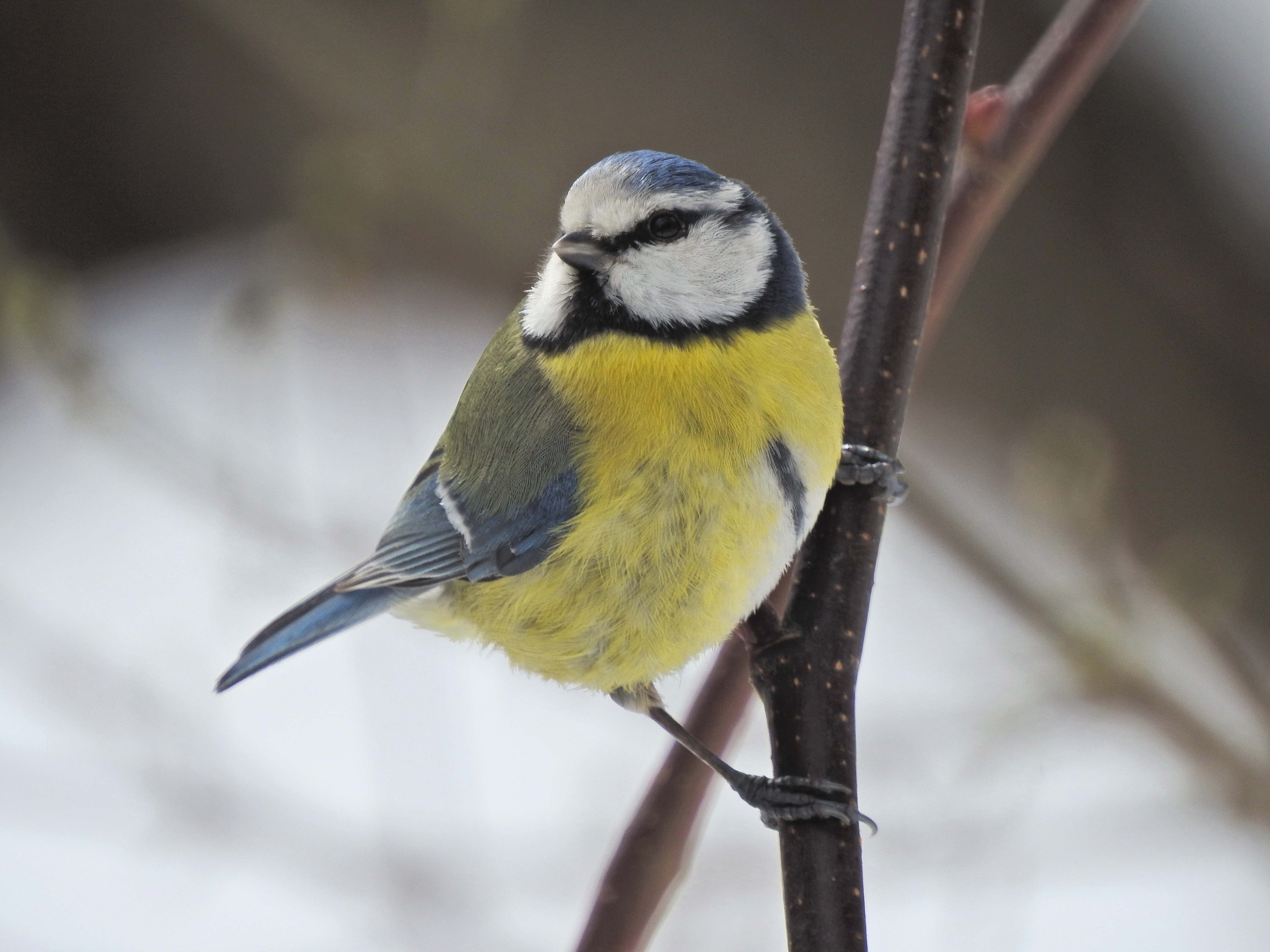
Pițigoiul albastru fotografiat în România

Inelările pițigoiului albastru din Marea Britanie au arătat că majoritatea deplasărilor au loc pe o distanță de 2-28 km (95% din recuperări a fost în limitele a 10 km de la locul inelărilor, femelele deplasându-se mai departe decât masculii), nici o pasăre nu s-a deplasat peste 100 km. Păsările de la altitudinile mai mari din nordul Scoției coboară în perioada post-reproductivă în văile mai joase. Într-un studiu pe parcursul a patru ani 2007-2010 dintr-o zona păduroasă cu o suprafață de 1,6 km² din sudul Norvegiei, în care gradientul altitudinal (de la 105 m până la 266 m) a determinat întârzierea fenologică a vegetației și a abundenței omizilor în etajele mai înalte a pădurii, pițigoiul albastru și pițigoiul mare (Parus major) au efectuat deplasări similare după ce puii au părăsit cuibul, deplasându-se în zona de observație pe o distanța medie de la cuib de 134 m (extreme 6-1036 m). În medie, familiile s-au mutat în sus pe deal, indicând că ele au putut să urmărească fenologia ambiantă, dar majoritatea nu s-au deplasat prea departe de cuib (probabil din cauza că părinții voiau să apere teritoriul ocupat pe tot parcursul anului și nu își puteau permite să plece pentru perioade mai lungi.
Populațiile din nordul Europei (juvenilii și femelele adulte) se deplasează în mod mai regulat spre sud și vest din septembrie până la sfârșitul lui octombrie spre cartierele de iernat din nord-centrul Europei și mai spre sud în regiunilor mediteraneene, ajungând la sfârșitul lui octombrie în sudul Greciei unde stau până la jumătatea lui martie, iar în Liban de la mijlocul lui noiembrie până la sfârșitul lui februarie. Rareori se deplasează mai departe spre sud, de ex. apar accidental în nord-estul Siriei și în Israel. Numărul păsărilor înregistrate în pasaj în punctele monitorizate variază anual, adesea câteva mii se deplasează prin trecătorile din Alpii francezi, uneori în număr foarte mare în regiunea baltică.  Din când în când au loc invazii (când populația totală este foarte mare), ca în toamna anului 1957, când un număr considerabil s-a deplasat din nordul și nord-estul arealului în regiunea baltică și de-a lungul coastei de sud a Mării Nordului și multe au sosit pe coastele estice și sudice ale Marii Britanii. În majoritatea deplasărilor sunt antrenați juvenilii din primii ani de viață, însă puțini adulți sunt implicați în aceste deplasări. Cele mai lungi distanțe înregistrate în studiile păsărilor inelate au fost deplasările din sud-estul coastei baltice (Kaliningrad) până în sudul Spaniei (2200 km în direcția vest-sud-vest) și până în Veneția, Italia (1260 km în direcția sud-sud-vest), și din Germania până în sudul Spaniei (1480 km în direcția sud-vest).

## Statutul și conservarea

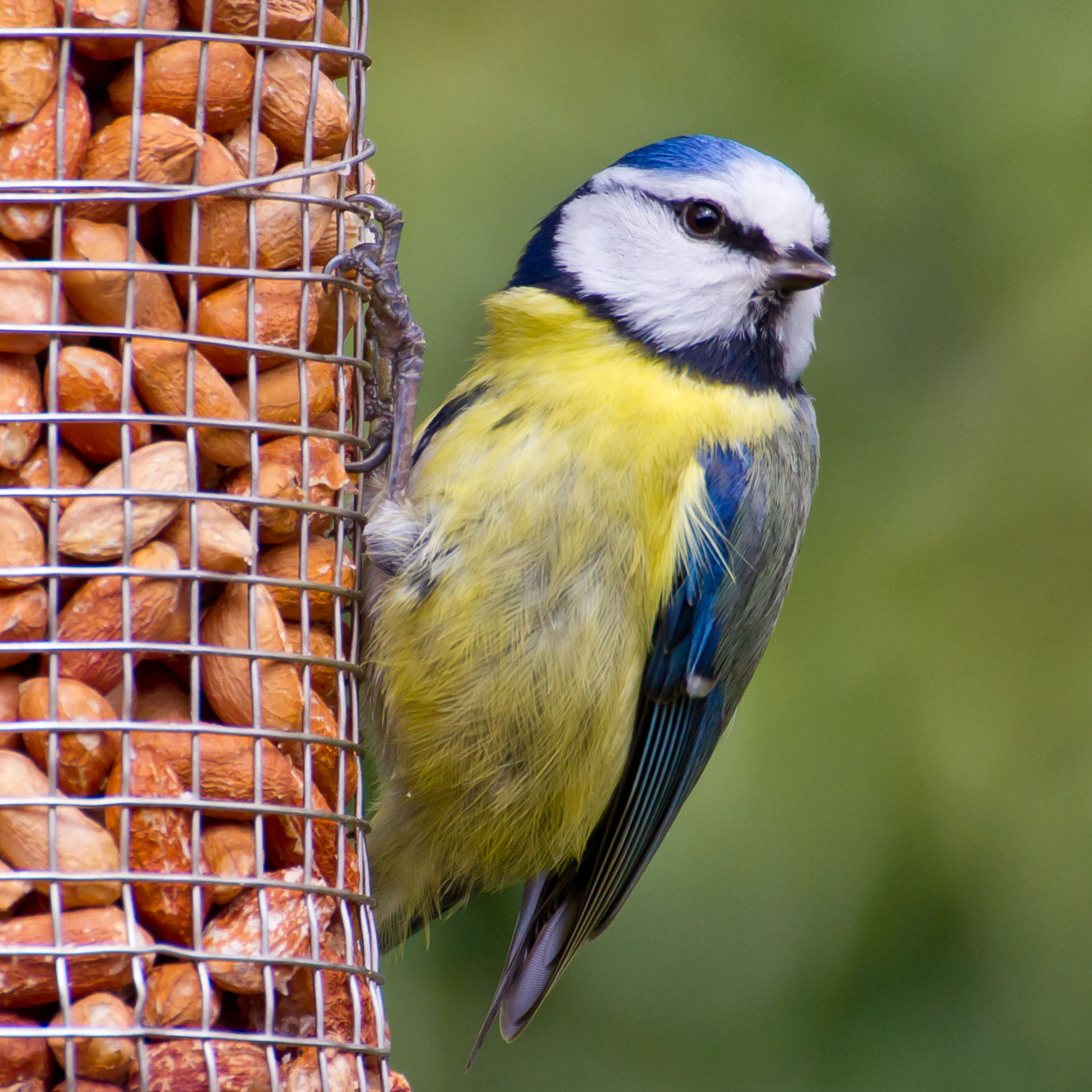
Pițigoiul albastru la o hrănitoare pentru păsări

Specia nu este amenințată cu dispariția la nivel global (LC după criteriile IUCN).
Specia este comună, în unele locuri numeroasă, rară de-a lungul limitei nordice și în sud-estul arealului. Cuibărește uneori în afara limitelor normale ale arealului, de ex. în nord-estul Siriei (unde de altfel apare accidental).

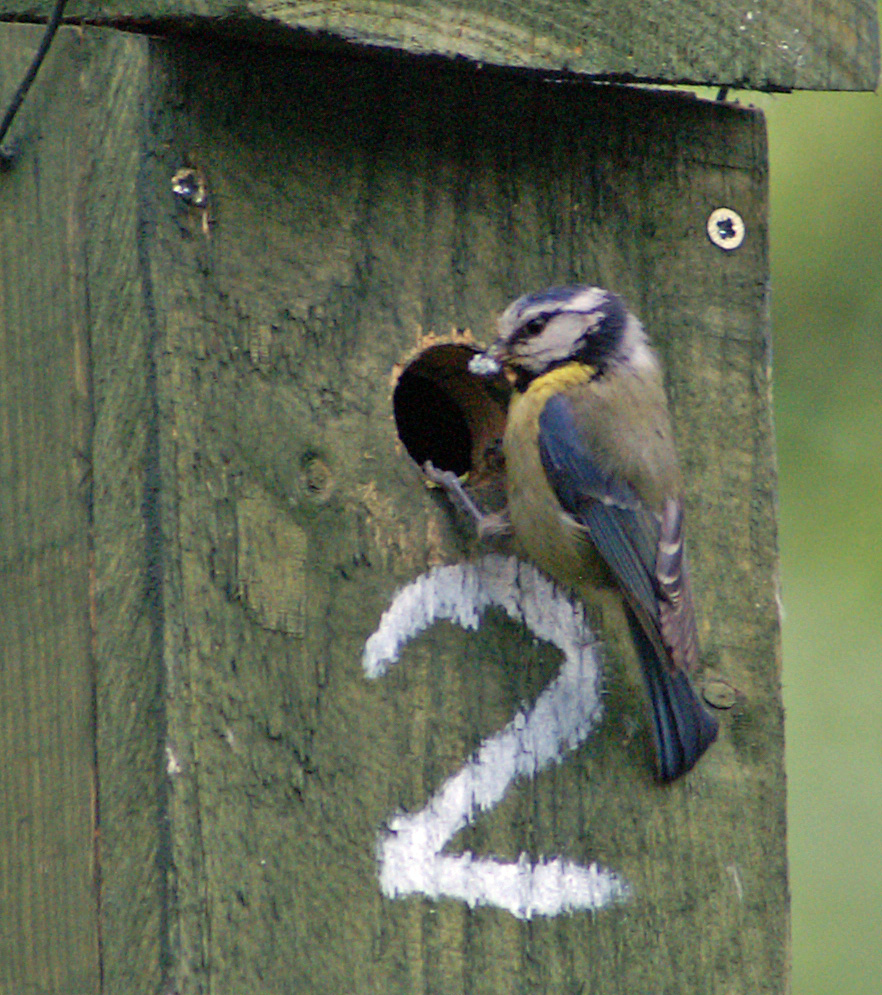
Pițigoiul albastru la cuibul său artificial

Mai mult de 75% din populația mondială cuibărește în Europa. La nivel european populația cuibăritoare este în creștere, fiind estimată la 29.300.000-50.600.000 perechi, ceea ce echivalează cu 58.600.000-101.000.000 de indivizi maturi. Printre țările cu populații mari se numără Spania (5.870.000-7.120.000 perechi), Franța (3.600.000-7.200.000 perechi), Marea Britanie (3.600.000 perechi), Germania (2.700.000-4.550.000 perechi), Polonia (1.100.000-1.800.000 perechi), Irlanda (1.002.480-2.273.990 perechi) și Portugalia (1.000.000-5.000.000 perechi).
În România populația este stabilă, iar efectivul speciei a fost estimat la 750.000-1.500.000 de perechi cuibăritoare.
Populația din Republica Moldova este estimată la 35.000-40.000 de perechi cuibăritoare; fluctuațiile anuale sunt nesemnificative.
Densitățile în teritoriile de reproducere variază în funcție de habitat, dotarea cu cuiburi artificiale și gradul de concurență cu pițigoiul mare (Parus major). Cele mai mari densități sunt în general în pădurile de stejar, unde pot ajunge la circa 250 de perechi/km², iar cele mai mici în plantațiile de conifere. În Republica Moldova pițigoiul albastru este întâlnit în pădurile și plantațiile forestiere cu un efectiv de 4-8 perechi/10 ha, iar în Codrii Centrali are un efectiv numeric mediu de 15-20 de perechi/10 ha. Averin și Ganea au găsit în raioanele Râbnița și Soroca densități medii de 4-6 perechi de pițigoi albaștri pe 10 hectare, în pădurile riverane din raionul Bender 10-12 perechi pe 10 hectare, iar în unele locuri și mai mult. Numărul pițigoilor albaștri este mai mic decât cel al pițigoilor mari, dar se menține la un nivel relativ constant.
Arealul s-a extins treptat spre nord în secolul al XX-lea, în special începând cu jumătatea anilor 1950 (când populațiile au crescut și în Olanda), în anii 1970 arealul s-a extins în Norvegia și nordul Scoției, iar din anii 1900 până în sudul Finlandei. O populația în nordul Iordaniei a fost descoperită pentru prima dată în 1893, dar nu a mai fost văzută din nou până în 1984, iar reproducerea ei a fost dovedită abia în 1990. Se pare că reușesc cu succes să reziste în timpul iernilor geroase, suferind doar unele fluctuații numerice locale sau pe termen scurt. Aprovizionarea cu alimente la hrănitoarele de păsări este considerată că reprezintă un factor important a subzistenței pe timp de iarnă, permițând unui număr mare să supraviețuiască în iernile grele și geroase.
Principale amenințări la adresa speciei sunt modificarea, fragmentarea și pierderea habitatului, managementul defectuos al pădurii și poluarea. Factorii climatici și sursele nutritive pot influența vădit populațiile de pițigoi. 
Populația europeană estimată de perechi cuibăritoare.
| Țara (sau teritoriul)   | Populația estimată (perechi cuibăritoare) | Anul estimării |
| ----------------------- | ----------------------------------------- | -------------- |
| Albania                 | 10.000-30.000                             | 2002-2012      |
| Andorra                 | 200-300                                   | 1999-2001      |
| Armenia                 | 30.000-70.000                             | 2002-2012      |
| Austria                 | 230.000-380.000                           | 2001-2012      |
| Azerbaidjan             | 100.000-300.000                           | 1996-2000      |
| Bielorusia              | 350.000-400.000                           | 2001-2012      |
| Belgia                  | 100.000-500.000                           | 2008-2012      |
| Bosnia și Herțegovina   | 150.000-250.000                           | 2010-2014      |
| Bulgaria                | 350.000-650.000                           | 2005-2012      |
| Croația                 | 500.000-1.000.000                         | 2014           |
| Cehia                   | 800.000-1.600.000                         | 2012           |
| Danemarca               | 235.000                                   | 2011           |
| Estonia                 | 100.000-150.000                           | 2008-2012      |
| Finlanda                | 480.000-670.000                           | 2006-2012      |
| Franța                  | 3.600.000-7.200.000                       | 2008-2012      |
| Georgia                 | Prezent                                   |                |
| Germania                | 2.700.000-4.550.000                       | 2005-2009      |
| Grecia                  | 850.000-1.120.000                         | 2007-2013      |
| Ungaria                 | 220.000-295.000                           | 2000-2012      |
| Irlanda                 | 1.002.480-2.273.990                       | 2006-2011      |
| Italia                  | 500.000-1.000.000                         | 2011           |
| Kosovo                  | 15.000-25.000                             | 2009-2014      |
| Letonia                 | 160.716-171.474                           | 2011           |
| Liechtenstein           | 500-600                                   | 2009-2014      |
| Lituania                | 50.000-80.000                             | 2008-2012      |
| Luxemburg               | 35.000-45.000                             | 2008-2012      |
| Macedonia               | 120.000-200.000                           | 2001-2012      |
| Moldova                 | 35.000-40.000                             | 2000-2010      |
| Muntenegru              | 70.000-150.000                            | 2002-2012      |
| Olanda                  | 355.241-419.830                           | 2008-2011      |
| Norvegia                | 350.000-450.000                           | 2013           |
| Polonia                 | 1.100.000-1.800.000                       | 2008-2012      |
| Portugalia              | 1.000.000-5.000.000                       | 2008-2012      |
| România                 | 750.000-1.500.000                         | 2010-2013      |
| Rusia                   | 800.000-1.600.000                         | 2000-2008      |
| Serbia                  | 190.000-310.000                           | 2008-2012      |
| Slovacia                | 700.000-1.400.000                         | 2002           |
| Slovenia                | 120.000-340.000                           | 2002-2012      |
| Spania                  | 5.870.000-7.120.000                       | 2004-2006      |
| Spania: Insulele Canare | 20.000-100.000                            | 1997-2003      |
| Suedia                  | 420.000-973.000                           | 2008-2012      |
| Elveția                 | 160.000-300.000                           | 2008-2012      |
| Turcia                  | 700.000-1.800.000                         | 2013           |
| Ucraina                 | 390.000-515.000                           | 2000           |
| Marea Britanie          | 3.600.000                                 | 2009           |
| Uniunea Europeană       | 25.300.000-43.200.000                     |                |
| Europa                  | 29.300.000-50.600.000                     |                |